# Sébastien Loeb
Sébastien Loeb (Haguenau, Alsacia, 26 de febrero de 1974) es un piloto francés de automovilismo. Su carrera deportiva se ha desarrollado primordialmente en las competiciones de rally, siendo nueve veces campeón del Campeonato Mundial de Rally de 2004 a 2012 consecutivamente con el Citroën World Rally Team, y subcampeón en 2003. Ha sido segundo del Rally Dakar en 2017 y 2022, y tercero en 2019 y 2024. Además, resultó campeón de la Extreme E de 2022 y subcampeón en 2021. En competiciones de pista participa con la misma escudería y con su propio equipo Sébastien Loeb Racing.
En 2011 se convirtió en el piloto más galardonado de la historia del automovilismo de la FIA, cuando obtuvo su octavo título mundial de rally. Ostenta el récord de títulos en el Campeonato Mundial de Rally (WRC, por sus siglas en inglés) con nueve campeonatos, los cuales obtuvo de forma consecutiva de 2004 a 2012, así como los récords del piloto que más puntos tiene acumulados en el histórico del campeonato, de victorias en competiciones de rally con más de ochenta, de podios con ciento dieciocho y de victorias en tramos con novecientos hasta el momento. En su juventud, antes de dedicarse al automovilismo, fue campeón regional de gimnasia en Alsacia.
Su debut en los rallies fue en el Rally Critérium des Cévennes de 1997, una prueba del Campeonato de Francia de Rally y su primera participación en el Campeonato Mundial fue en el Rally Cataluña de 1999. Además del campeonato mundial obtuvo el Campeonato de Francia de Rally y el Campeonato Mundial de Rally Junior, ambos en 2001. Su copiloto desde los inicios de su carrera fue el monegasco Daniel Elena.
Su debut en circuitos fue en las 24 Horas de Le Mans en 2005 con el equipo Pescarolo, el cual terminó la carrera con abandono por accidente. Un año después volvió a correr en Le Mans con el mismo equipo y obtuvo el segundo lugar general de la clasificación. En 2013 obtuvo el sexto lugar en el Campeonato FIA GT corriendo con un automóvil McLaren de su propio equipo, después de alcanzar cuatro victorias en el campeonato.
Además de sus dos especialidades automovilísticas, ha participado en diversas competiciones como la Carrera de Campeones, en la cual tomo parte en siete ocasiones y se colocó en la final de cada una de ellas y para ganar tres títulos individuales y uno en equipo. En 2012 participó por primera vez en los X Games en Los Ángeles dentro de la prueba de rallycross y obtuvo la medalla de oro. En 2013 participó en la carrera Pikes Peak, en Estados Unidos, donde impuso un nuevo tiempo de recorrido y en la competición de moto Scorpions Masters du Castellet, en Francia, donde obtuvo el decimotercer lugar. En 2014 y 2015 participó en el Campeonato Mundial de Turismos y entre 2016 y 2018 en el Campeonato Mundial de Rallycross.
Reside en el cantón suizo de Vaud con su esposa Séverine, quien fue su copiloto en algunas pruebas donde no compitió con Elena, y con su hija Valentina, nacida en ese país.
Desde marzo de 2013 es Vicepresidente de la Comisión de Pilotos de la FIA, creada en la misma fecha.

## Trayectoria deportiva

### Gimnasia
Sébastien Loeb, hijo único de Guy e Ingrid Loeb, inició su carrera deportiva como gimnasta desde muy temprana edad, cuando comenzó sus entrenamientos a la edad de tres años en el equipo de la localidad de Oberhoffen sur Moder bajo la tutela de su padre, quien era maestro de la especialidad y había sido campeón de la misma. En más de una década como gimnasta activo, Loeb fue campeón de Alsacia en cuatro ocasiones, campeón del "Gran Este" en una y décimo lugar en los campeonatos infantiles de Francia.

### Rally

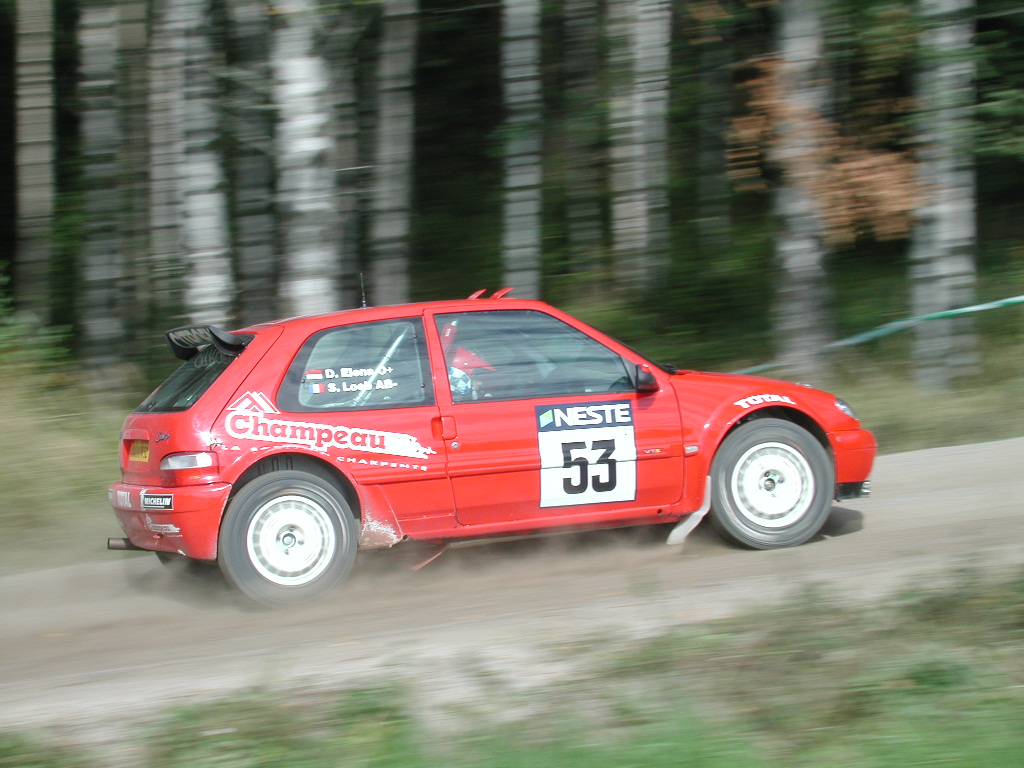
Sébastien Loeb con un Citroën Saxo S1600.

#### Debut
Hizo sus primeras carreras de rally en 1995, cuando participó en la operación "Rallye Jeunes", la cual se suspendió a dos carreras del final. Observado por Dominique Heintz y Rémi Mammosser, entró a formar parte, en 1997, de su equipo "Ambition Sport Auto". Tras varios éxitos en rally regionales, pasó rápidamente a pruebas nacionales y se adjudicó cuatro carreras en las que participó en la categoría de 1300 cm³. Al finalizar la temporada fue escogido como la Esperanza del Año [cita requerida].
En 1999 logró el Trofeo Citroën Saxo Kit Car y en 2000 logró el Campeonato de Francia de Rally Tierra. Citroën le ofreció un Xsara Kit Car para disputar el Rally del Var, el cual ganó. Tras esta victoria, fue contratado por Citroën para disputar el campeonato de Francia 2001. En esa temporada alcanzó el campeonato de Francia de Rally Asfalto con 6 victorias y el Campeonato Mundial Junior (JWRC) 5 victorias [cita requerida].

#### Primeras participaciones en el Campeonato Mundial

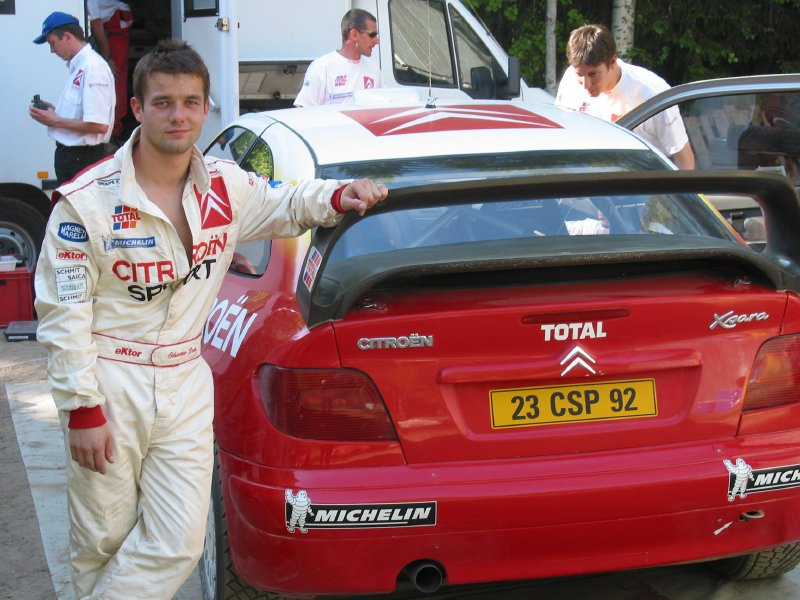
Un joven Loeb con un Citroën Xsara WRC en el Rally de Finlandia 2002

En 2000 corrió por primera vez en un World Rally Car, en el Rally de Córcega finalizando noveno. Al año siguiente logró su primer podio en un mundial finalizando segundo en San Remo, pilotando un Citroën Xsara WRC. En 2002 participó en algunas pruebas del Campeonato Mundial. Dominó el Rally de Monte Carlo, pero se le retiró la victoria a causa de un error del equipo. Sin embargo, logró su primer triunfo en el Rally de Alemania.
En 2003, disputó su primera temporada completa en WRC y realizó la hazaña de quedar mejor clasificado que sus dos compañeros de equipo, Colin McRae y Carlos Sainz, ambos anteriores campeones del mundo. Aun así, no alcanzó el título, el cual quedó en manos del noruego Petter Solberg.
En noviembre de 2003, venció a Marcus Grönholm en la Carrera de Campeones en Gran Canaria, ambos a manos de un Peugeot 206 WRC.

#### 2004: primer título mundial

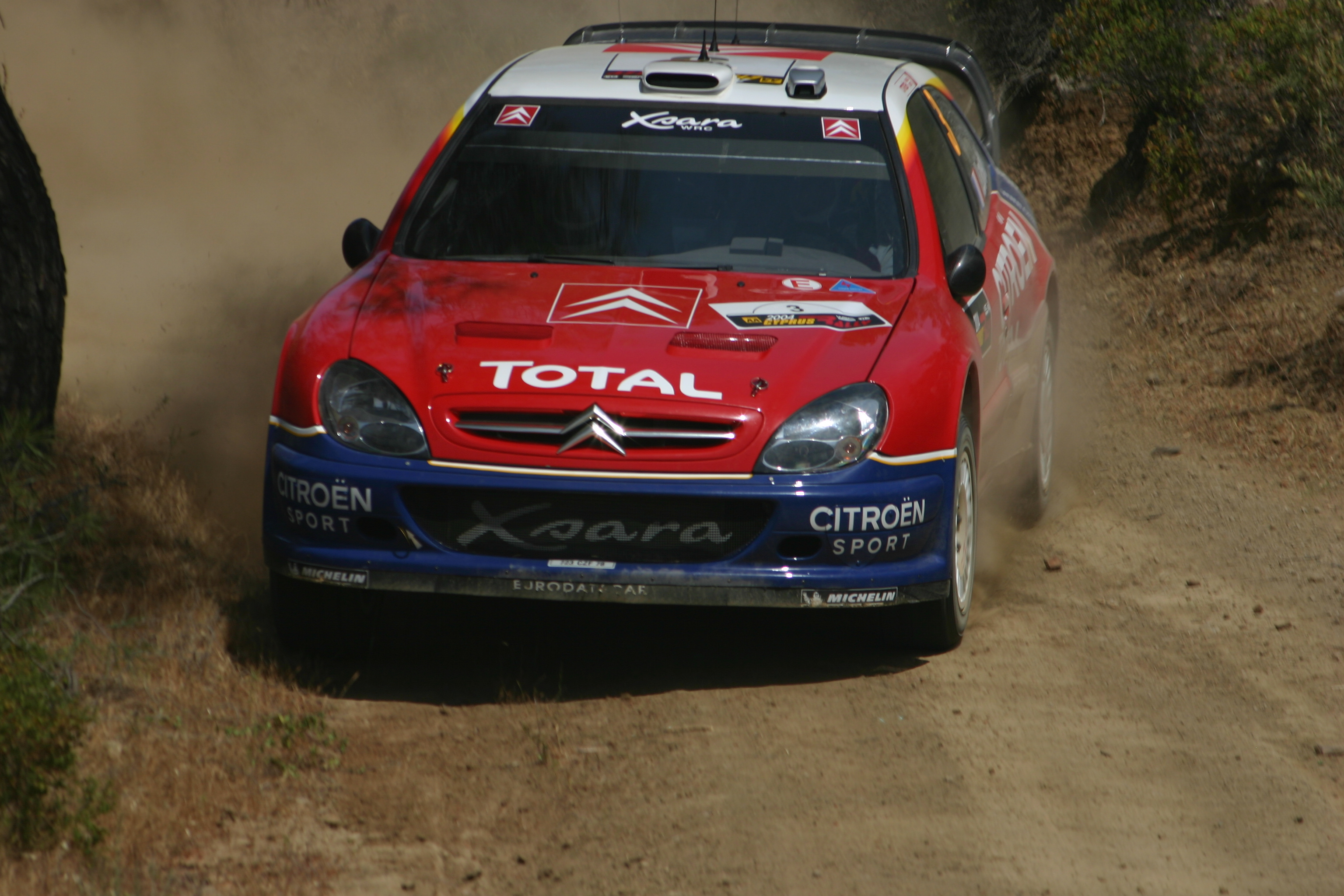
Loeb compitiendo en el Rally de Chipre de 2004

En 2004 alcanzó el Campeonato Mundial de Rally con seis victorias. Se convirtió, así, en el segundo piloto francés en ganar el título, después de que Didier Auriol lo hiciera diez años antes. Sin embargo, es el primer francés en ganar el Mundial con un coche del país galo. A lo largo de esa temporada, se convirtió en el primer piloto no nórdico en ganar el Rally de Suecia. En México abandonó la prueba debido a la rotura del cárter de su automóvil, al igual que le ocurriera en el Rally de España.
En diciembre, llegó a la final de la Carrera de Campeones, que se diputaba en una pista asfaltada en el Estadio de Saint-Denis, pero fue derrotado por Heikki Kovalainen, entonces campeón de la categoría promocional de monoplazas World Series by Nissan. Como consuelo, junto a Jean Alesi derrotó a la dupla finanldesa Kovalainen-Grönholm en la Copa de las Naciones.

#### 2005: segundo título mundial

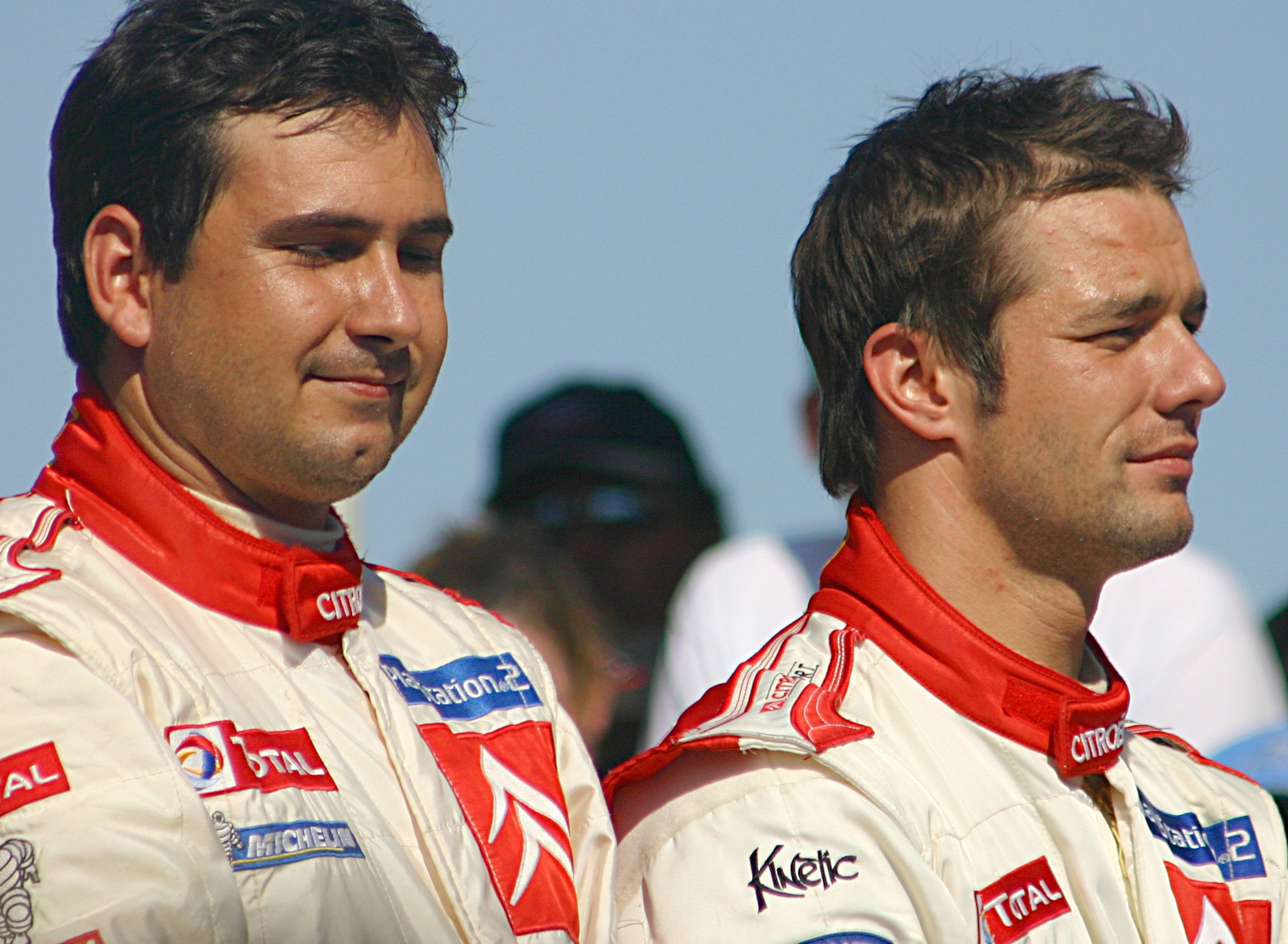
Daniel Elena (izquierda) y Sebastien Loeb (derecha) en el Rally de Chipre de 2005

En 2005 logró la tercera victoria consecutiva en el Rally de Monte Carlo y encadenó seis victorias seguidas en Nueva Zelanda, Italia, Chipre, Turquía, Grecia y Argentina. Tras una segunda posición en el Rally de Finlandia, triunfó por cuarta vez en el Rally de Alemania, logrando en una temporada (10) y el de victorias consecutivas (6). En el Rally de Gran Bretaña, tras el accidente que le costó la vida a Michael Park, copiloto de Markko Märtin, y tras la retirada del coche de Marcus Grönholm y Timo Rautiainen, por respeto a sus compañeros de equipo, Loeb decide cometer una infracción voluntariamente para no ganar el título. Es en la prueba siguiente, el Rally de Japón, donde Loeb logra su segundo título mundial consecutivo. En el Rally de Córcega, se convirtió en el primer piloto de la historia del WRC en lograr todos los mejores tiempos de las especiales de un rally. También ganó la siguiente prueba, el Rally de España. Para acabar esa excelente temporada, ganó también la Carrera de Campeones frente a Tom Kristensen en la capital francesa.

#### 2006: tercer título mundial

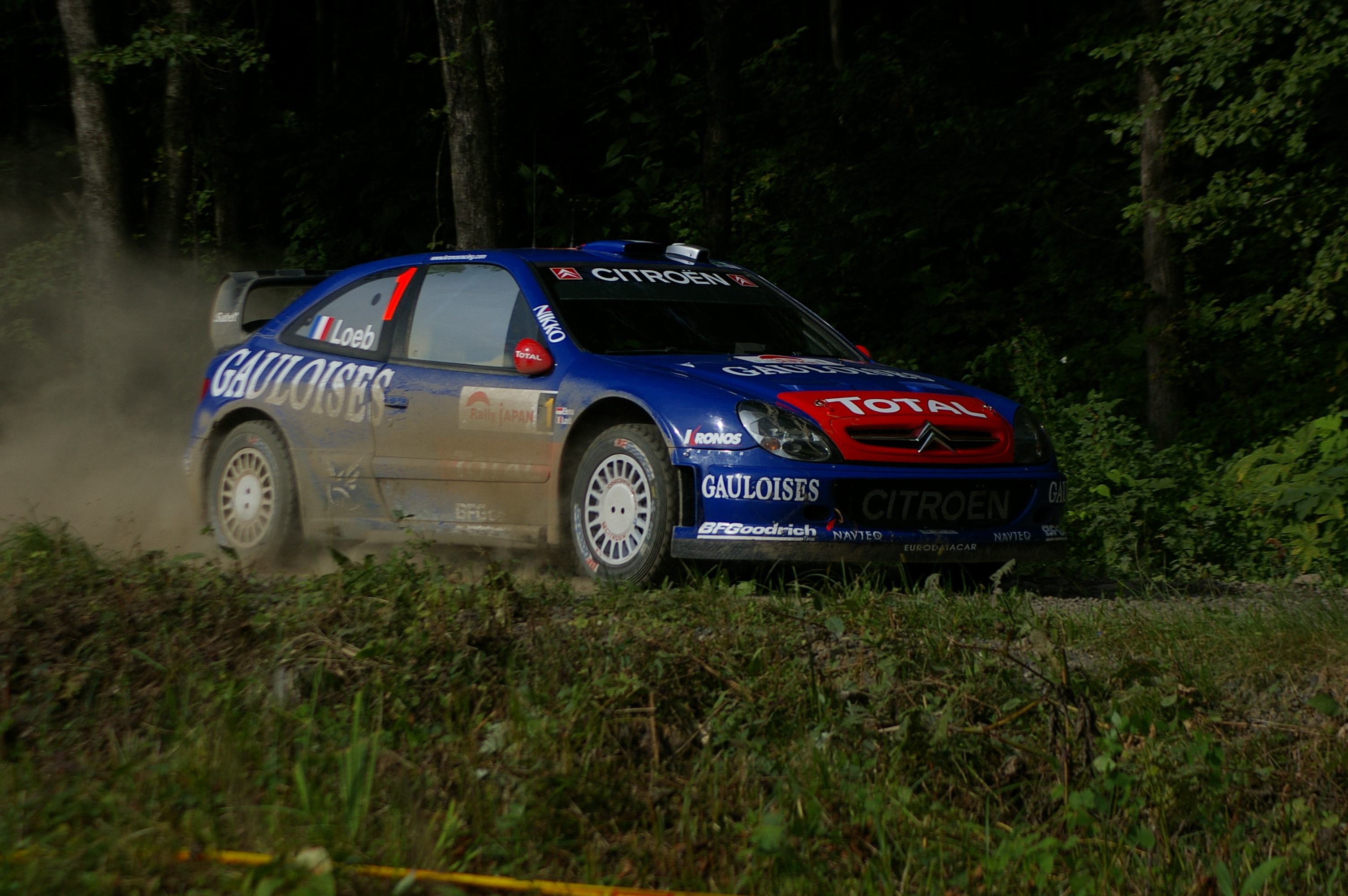
Loen en el Rally de Japón de 2006

En 2006 Citroën se retiró del WRC y Loeb corrió al volante de un Xsara WRC de la escudería privada Kronos Racing. Al margen del Campeonato Mundial participó también en el desarrollo del C4 WRC, el cual sería utilizado por Citroën para su regreso al Mundial en 2007. A mitad de temporada lideraba el WRC gracias a cinco victorias y tres segundos puestos ante Marcus Grönholm. Durante el descanso del verano, Loeb participó en las 24 Horas de Le Mans, donde alcanzó el segundo lugar en un equipo formado con Franck Montagny y Éric Hélary. Después ganar el Rally de Japón batió el récord de victorias en el WRC que poseía hasta el momento Carlos Sainz, al conseguir 27 victorias. Unos días después de su victoria en el Rally de Chipre se cayó de una bicicleta y se fracturó la cabeza del húmero derecho, lo que le impidió participar en Turquía y Australia. Sin embargo, Marcus Grönholm no logró recortar la ventaja que tenía Loeb y tras un accidente en Australia, el galo se proclama triple campeón del mundo desde su casa.

#### 2007: cuarto título mundial

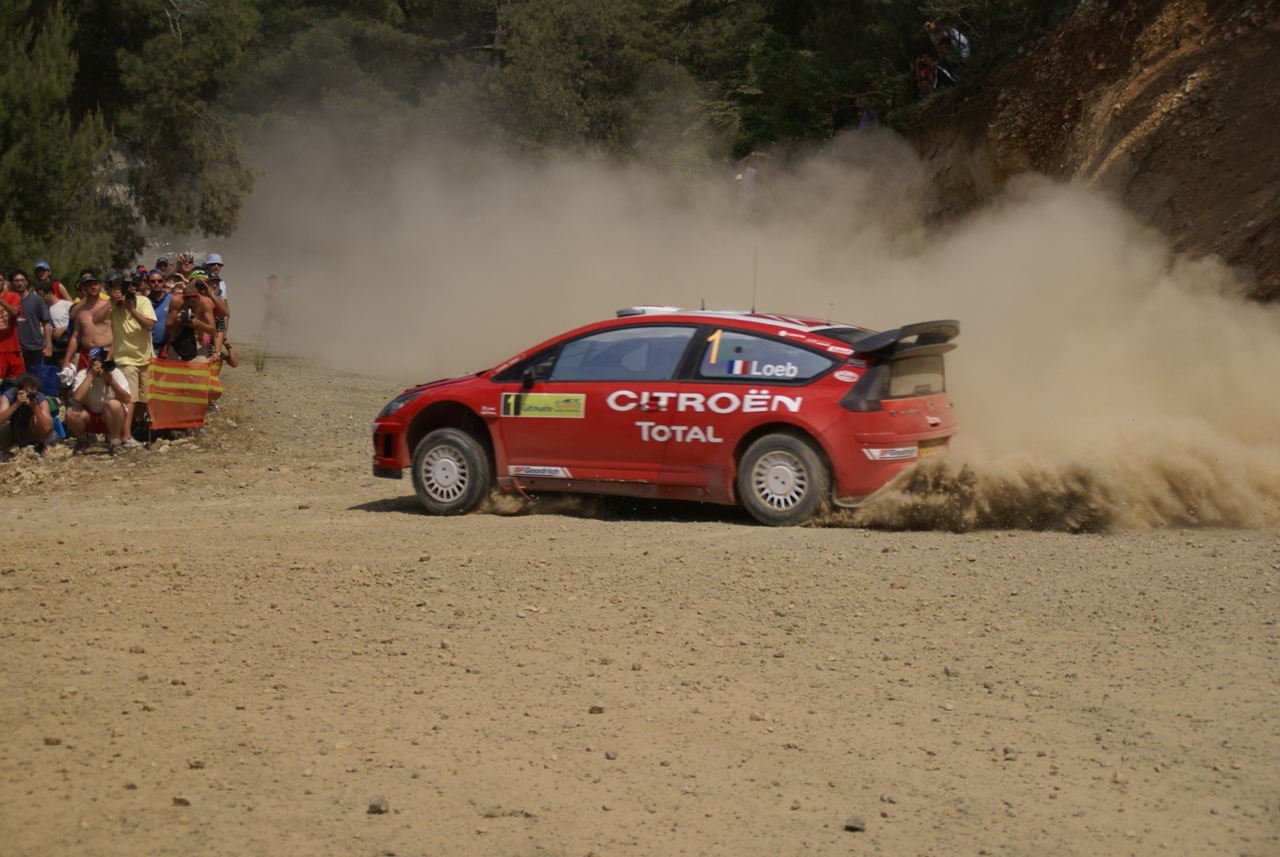
Loeb en el Rally Acrópolis de 2007

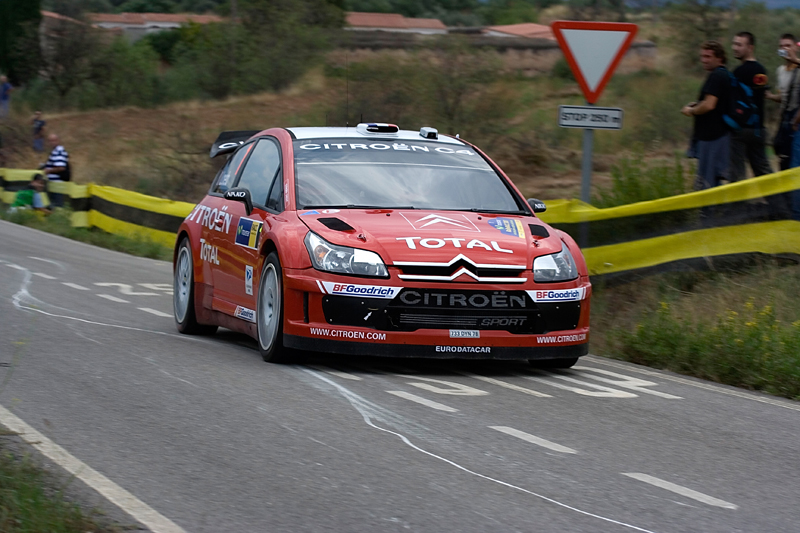
Loeb en 2007 con el Citroën C4 WRC.

Loeb empezó la temporada al volante de su nuevo Citroën C4 en el retorno al Campeonato Mundial de Rallys del equipo oficial Citroën. Fue una temporada de competencia cerrada con el finlandés Marcus Grönholm y el campeonato no se definió hasta el Rally de Gran Bretaña, donde Loeb se proclamó tetracampeón mundial consiguiendo finalmente ocho victorias en la temporada. Con ese triunfo, Loeb igualó la marca de cuatro campeonatos consecutivos de Tommi Mäkinen y quedó, junto con Mäkinen y Juha Kankkunen, en la cima de pilotos con más campeonatos en la historia del Campeonato Mundial.

#### 2008: quinto título mundial
En 2008 empezó ganando el Rally de Montecarlo, con una retirada en Suecia debido a un vuelco y otra victoria en México, continuando con otra en Argentina. En el rally de Jordania, Loeb se ubicaba líder a la mitad del segundo día por delante de Dani Sordo pero en un enlace de tramo se impactó con el auto de Conrad Rautenbach. Volvió a ganar en Italia y Grecia y obtuvo un tercer lugar en Turquía así como otras victorias en Finlandia, Alemania, Nueva Zelanda, España y Francia. Se coronó en Japón con un tercer lugar y cerró el año con una victoria en Gales. En diciembre venció a David Coulthard y ganó por tercera vez la Carrera de Campeones, esta vez en el Estadio de Wembley, en Londres.

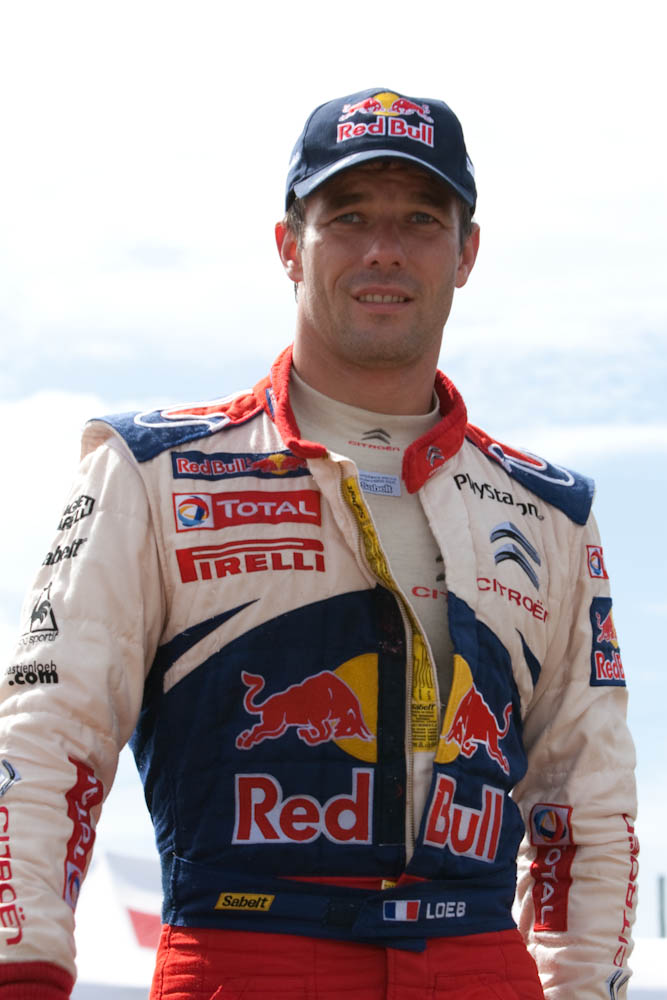
Loeb en el Rally de Australia 2009

#### 2009: sexto título mundial

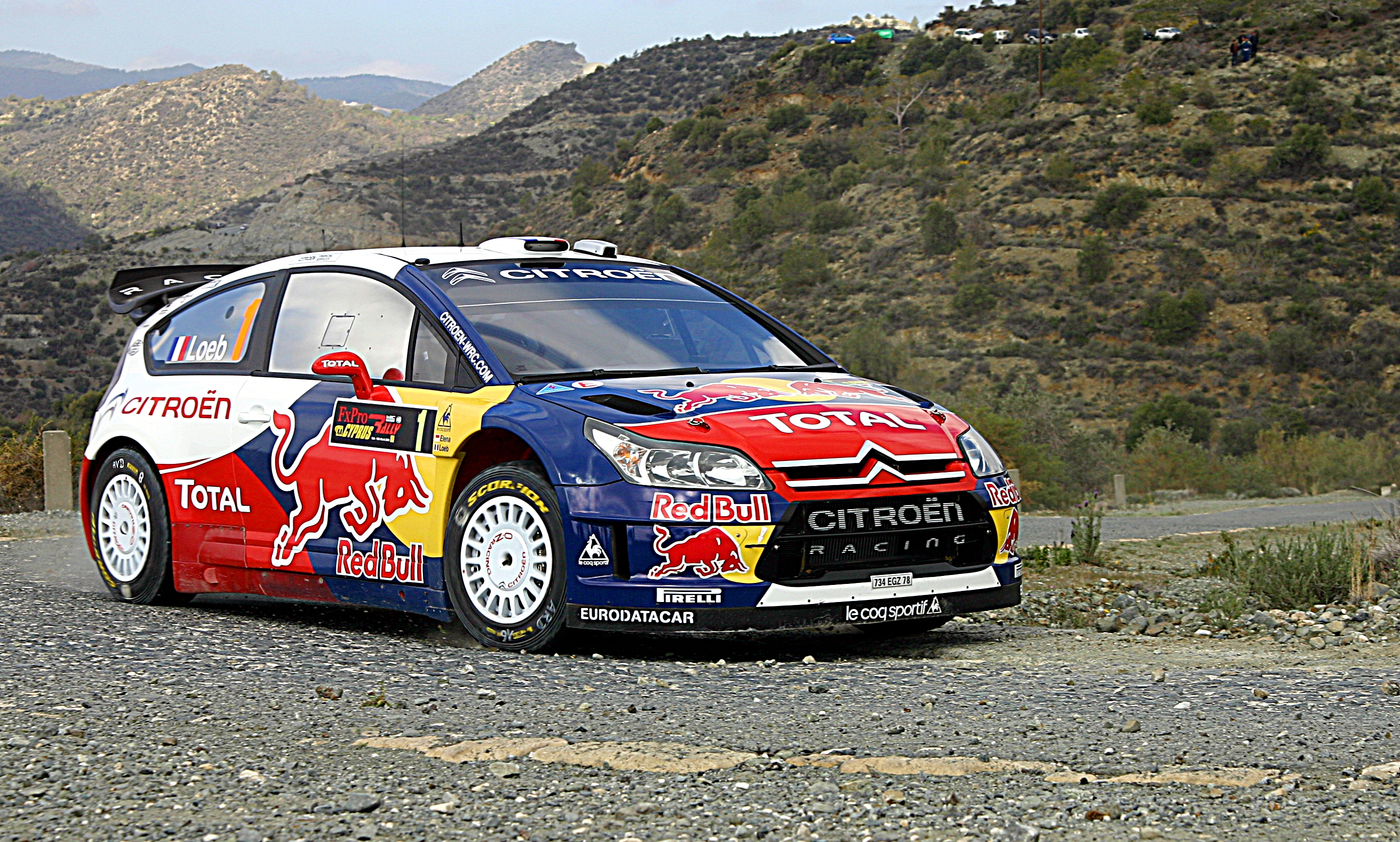
Citroën C4 WRC de Sebastian Loeb y Daniel Elena en el Rally Chipre 2009

En 2009 Sébastien Loeb fue nombrado Caballero de la Legión de Honor francesa y disputó el WRC nuevamente a bordo del Citroën C4 WRC del equipo oficial, iniciando la temporada con un dominio claro sobre sus rivales, con cinco victorias consecutivas en las cinco primeras pruebas del año: Irlanda, Noruega, Chipre, Portugal y Argentina, situándose a 19 puntos del segundo clasificado, su compañero Dani Sordo. En la siguiente prueba, en Cerdeña, los Ford se impusieron ocupando las dos primeras plazas del podio, acompañados de Petter Solberg, mientras que Loeb finalizó cuarto. En Grecia, Loeb abandonó y volvió a ceder la victoria a los pilotos de Ford, en este caso Hirvonen, quién volvería imponerse de nuevo en las siguientes tres carreras: Polonia, Finlandia y Australia. Antes de la penúltima prueba del año, en España, Hirvonen se situaba primero en la clasificación con cinco puntos de ventaja sobre el francés. Sin embargo, Loeb ganó la prueba, seguido de Sordo y de Hirvonen, lo que lo situaba a solo un punto del finlandés a falta de una prueba: Gran Bretaña. En la última prueba de la temporada Loeb consiguió la victoria y el sexto título mundial, seguido de Hirvonen que finalizó segundo, conformándose con el subcampeonato mundial que ya había alcanzado en 2008.

#### 2010: séptimo título mundial

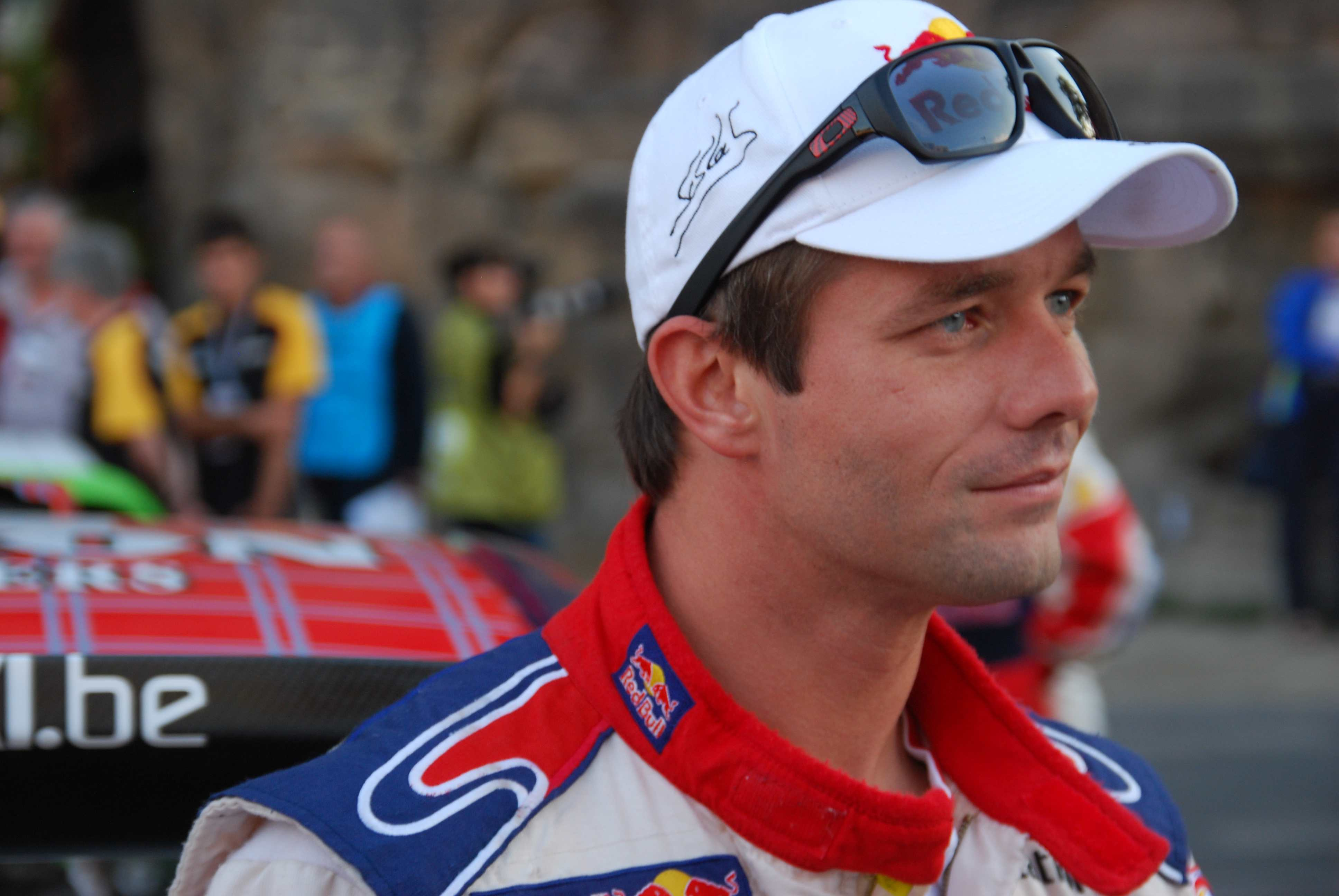
Loeb en el Rally de Alemania de 2010

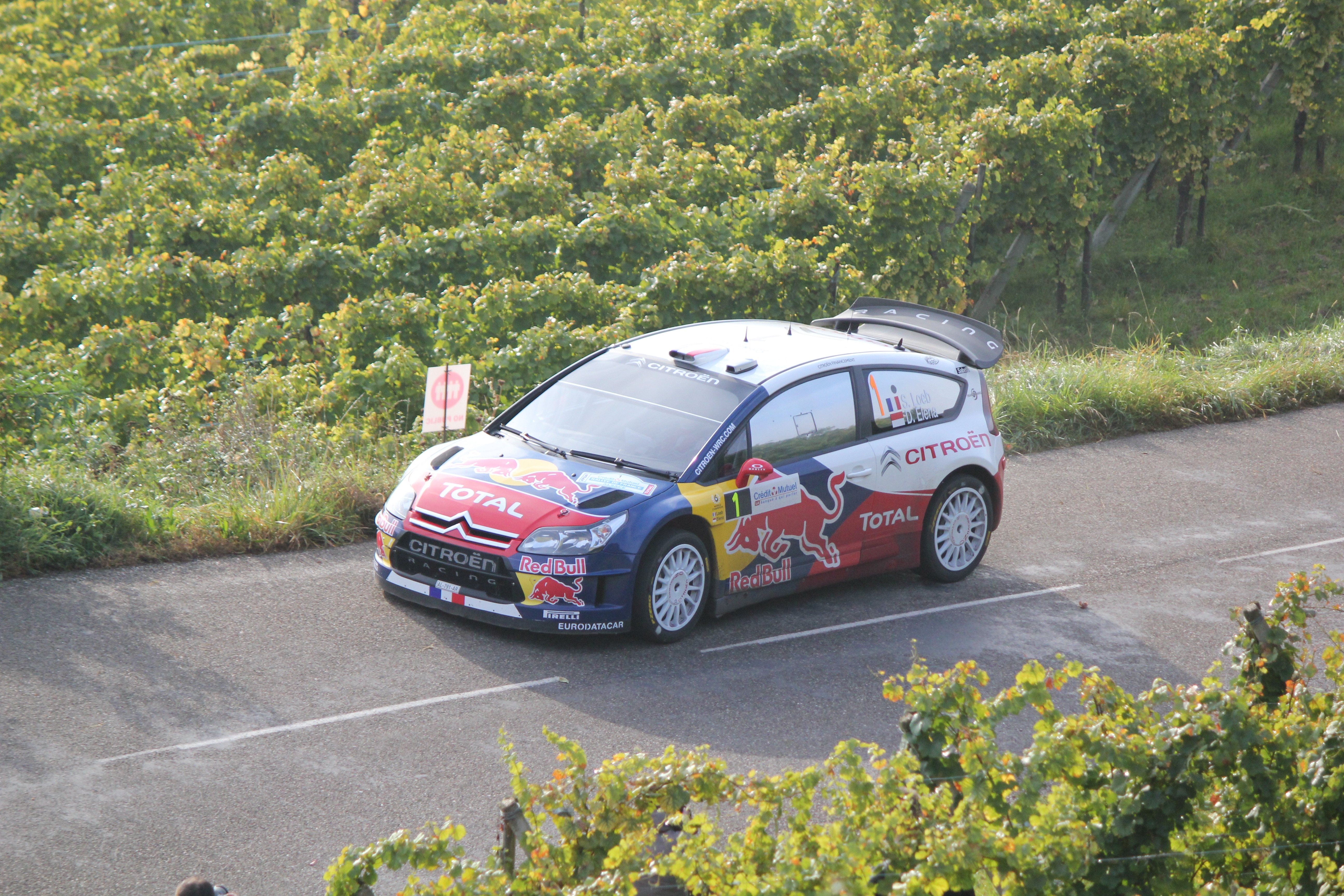
Loeb compitiendo en el Rally de Alsacia 2010

En 2010 Loeb logró ocho victorias en el mundial y consiguió el título en su tierra natal, en el Rally de Alsacia a falta de dos pruebas para finalizar la temporada, los rallies de España y de Gran Bretaña.
En agosto de ese año renovó su contrato con Citroën; sin embargo, en septiembre anunció su posible retiro del mundial y 2011 sería su última temporada;

#### 2011: octavo título mundial

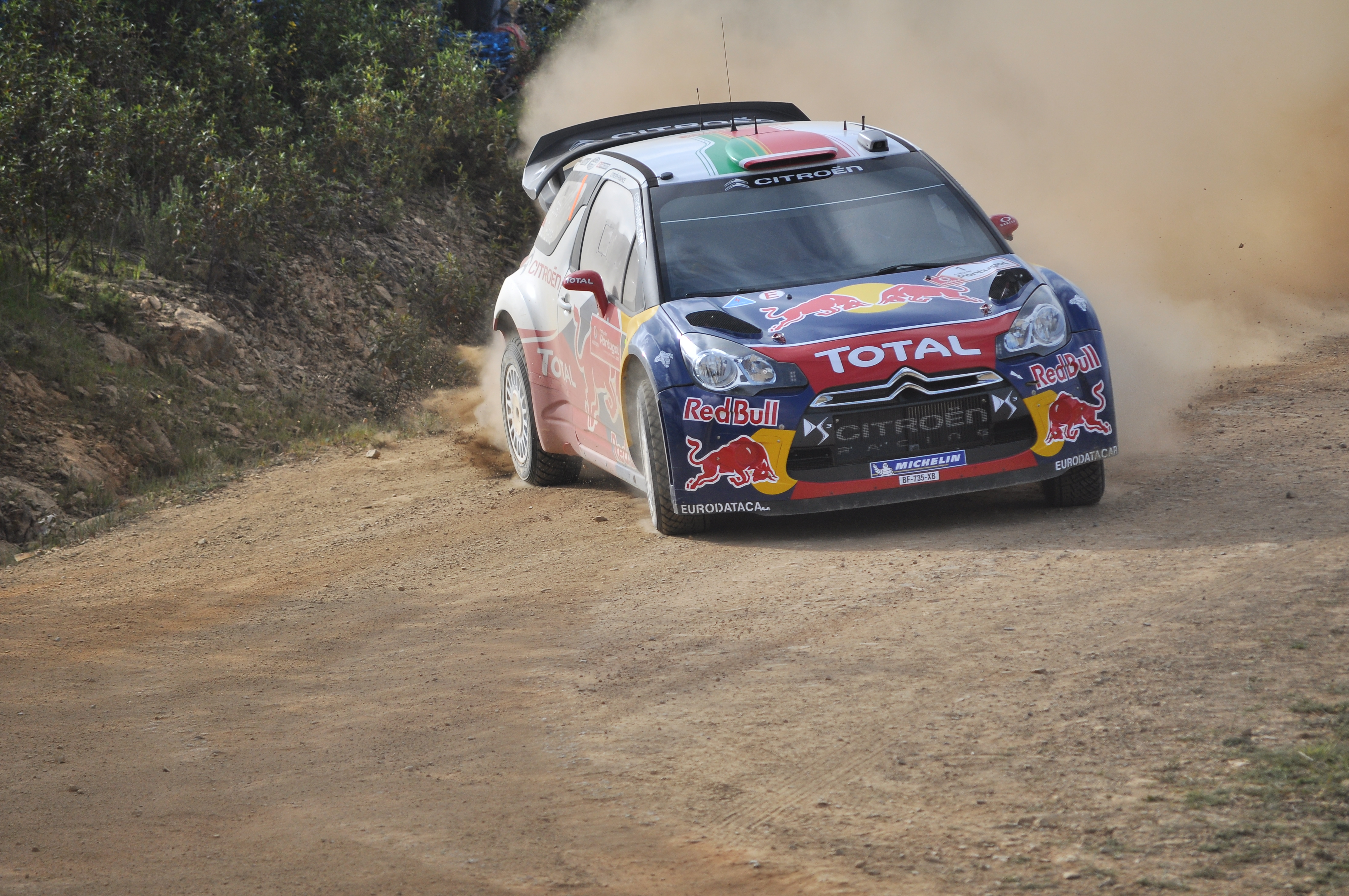
En 2011 se estrena con el DS3 WRC.

En la temporada 2011 Loeb piloteó un Citroën DS3 WRC teniendo como compañero solamente a Sebastien Ogier. Consiguió cinco victorias pero su compañero se impuso en otras cinco y tras un décimo puesto en Australia y un abandono en el Rally de Alsacia, llegó a Gran Bretaña, la última prueba del año, con sólo ocho puntos de diferencia con Hirvonen, con lo que se disputaron el título en tierras galesas.

Antes del Rally de Gran Bretaña, en España Loeb batió el récord histórico de victorias en tramos que poseía Markku Alen con 802, gracias al scratch en el segundo tramo del rally.
En la última prueba del año, en el Rally de Gran Bretaña, Hirvonen abandonó el rally el primer día cuando lideraba la prueba, dejándole a Loeb la oportunidad de ganar el título sin mayores presiones, aunque este tampoco pudo finalizar al chocar de frente con un automóvil durante un enlace, cediéndole la victoria del rally al otro piloto de Ford, Latvala. Sin embargo, el francés pudo celebrar su octavo título mundial consecutivo en tierras galas.
En el mismo mes de noviembre, Loeb participa en el Monza Rally Show con un Citroën DS3 WRC copilotado por su propia mujer, Severine Loeb, donde logró la victoria tras ganar a otros pilotos como el italiano Valentino Rossi, que ya había vencido en 2006 y 2007.

#### 2012: noveno título mundial

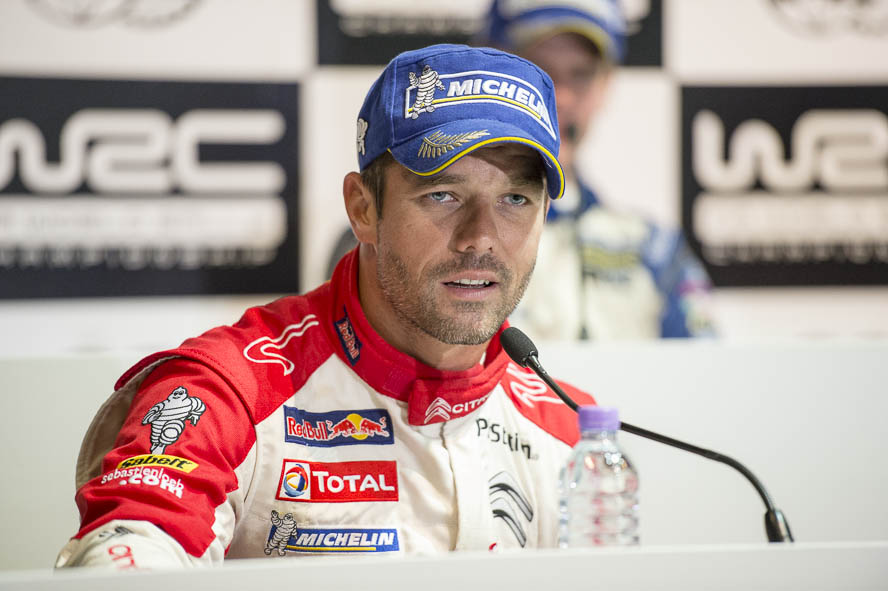
Rueda de prensa de Loeb en el Rally de Gran Bretaña de 2012

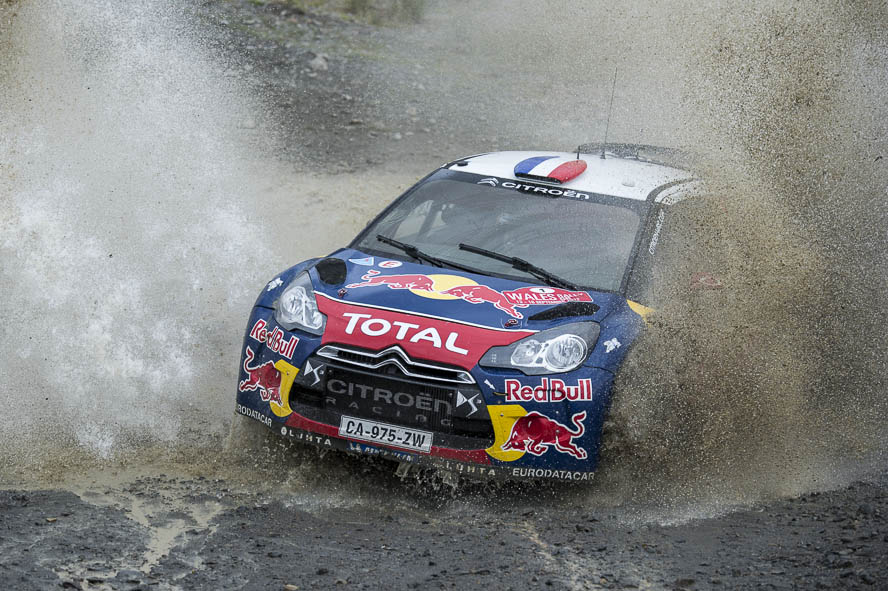
Sebastian Loeb en el Rally de Gran Bretaña de 2012

Tras la marcha de Ogier del equipo, el finlandés Mikko Hirvonen fichó por Citroën, por lo que fue el compañero de Loeb en 2012. Comenzada la temporada en el Rally de Monte Carlo, Loeb logó la victoria, seguido de Sordo y Solberg en el segundo y tercer lugares, respectivamente. Con la victoria, Loeb alcanzó su sexto triunfo en la prueba monegasca.
En septiembre de 2012 Loeb llegó a un acuerdo con la marca para continuar en 2013, aunque con un programa reducido de cinco pruebas, por lo que no completaría el calendario y no lucharía por el título tras diez años como piloto oficial de Citroën y se prepararía para participar en el mundial de turismos (WTCC) con Citroën.
La decisión del retiro de los rallies estuvo influida parcialmente por la muerte de su madre, ocurrida un año antes, ya que a partir de ese momento le era más difícil cumplir con sus obligaciones como piloto. Aunque originalmente había contemplado el retiro total, se sintió atraído por la participación en el WTCC para continuar su carrera como piloto; por ello preparó con Citroën la temporada parcial en el WRC como despedida de la especialidad y como una transición hacia la competencia en pistas.
En el Rally de Alsacia y, a falta de dos pruebas, logró la victoria y ganó su noveno título de pilotos.

#### 2013-2018: algunas participaciones con Citroën

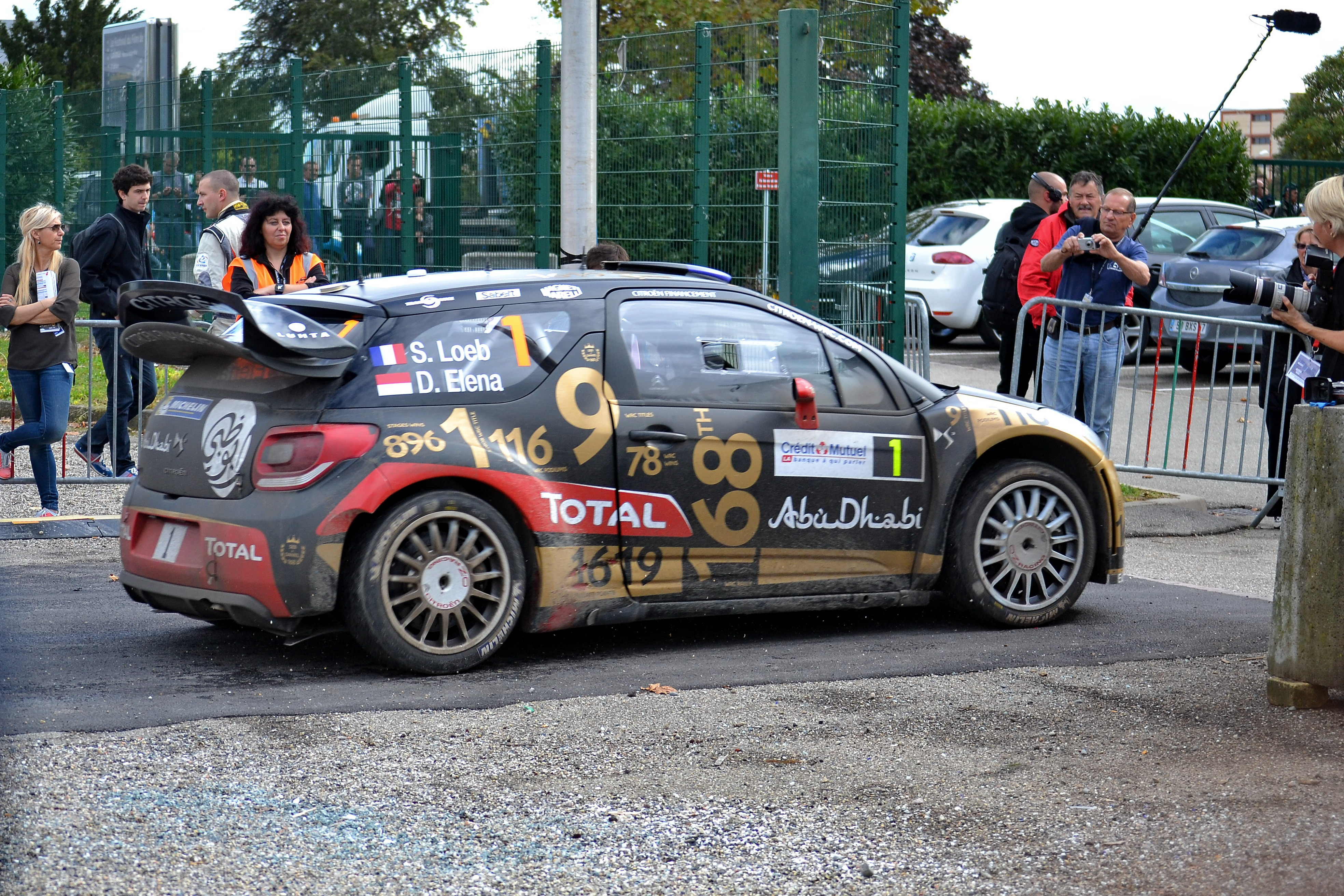
Loeb y Elena en el Rally de Alsacia 2013 donde tuvieron que abandonar tras volcar el coche

Para la temporada 2013 del Campeonato Mundial de Rally solo disputó cuatro pruebas: Montecarlo, Suecia, Argentina y Francia. En la primera de ellas, Montecarlo, obtuvo el primer lugar, después de disputar una prueba considerada dramática y la cual tuvo que cancelarse antes del final por razones de seguridad. Ese triunfo representó su séptima victoria en la prueba monegasca.
En Suecia, su segunda prueba, obtuvo el segundo lugar, mientras que en Argentina alcanzó su octava victoria consecutiva en la prueba y la septuagésima octava de su carrera en el campeonato mundial al imponerse sobre su compatriota Sébastien Ogier, quien había dominado la primera parte de la competencia.
En el Rally de Francia, su cuarta y última prueba de la temporada, tuvo que abandonar después de sufrir una salida del camino y volcar en una zanja en la decimoquinta etapa.
Loeb retornó al Campeonato Mundial de Rally al inscribirse en el Rally de Montecarlo de 2015 con un Citroën DS3 WRC oficial. Lideró al comienzo de la carrera, triunfando en tres etapas, pero en la etapa 8 golpeó una piedra y debió abandonar. Se reenganchó para ganar dos etapas más y finalizar octavo absoluto.
El 26 de julio de 2017 se anunció su regreso como piloto de desarrollo del C3 WRC en el equipo Citroën
se rumorea que tenga un posible regreso como piloto de Citroën junto con Sebastien Ogier.
En 2018, Loeb volvió a disputar un programa parcial del WRC. Disputó tres rallys, en el que cabe destacar la victoria en el Rally de España. Previamente había sido quinto en México y decimocuarto en Francia. Acabó en la posición número 13 de la clasificación general.

#### 2019-2020: fichaje por Hyundai
La llegada de Sebastien Ogier y Esapekka Lappi a Citroën y la pérdida por parte de este de su principal patrocinador hicieron imposible que la marca del doble chevrón dispusiera de un tercer coche para Loeb, por lo que el piloto francés decidió fichar por Hyundai, donde disputaría un programa parcial. Hasta el momento, ha disputado cinco de los ocho rallys disputados. En Monte Carlo acabó cuarto, en Suecia fue séptimo, en Francia, octavo, en Chile finalizó Tercero y en Portugal acabó en la posición 22 debido a problemas mecánicos.
En 2020, Loeb solamente participó en Mónaco y Turquía, finalizando tercero en este último.

#### 2022: Ford
En 2022, Loeb regresó al WRC de la mano de Ford y M-Sport. En su primera prueba, el Rally de Monte-Carlo, se demostró siempre fuerte y, finalmente, ganó la ronda.

### Rally Dakar

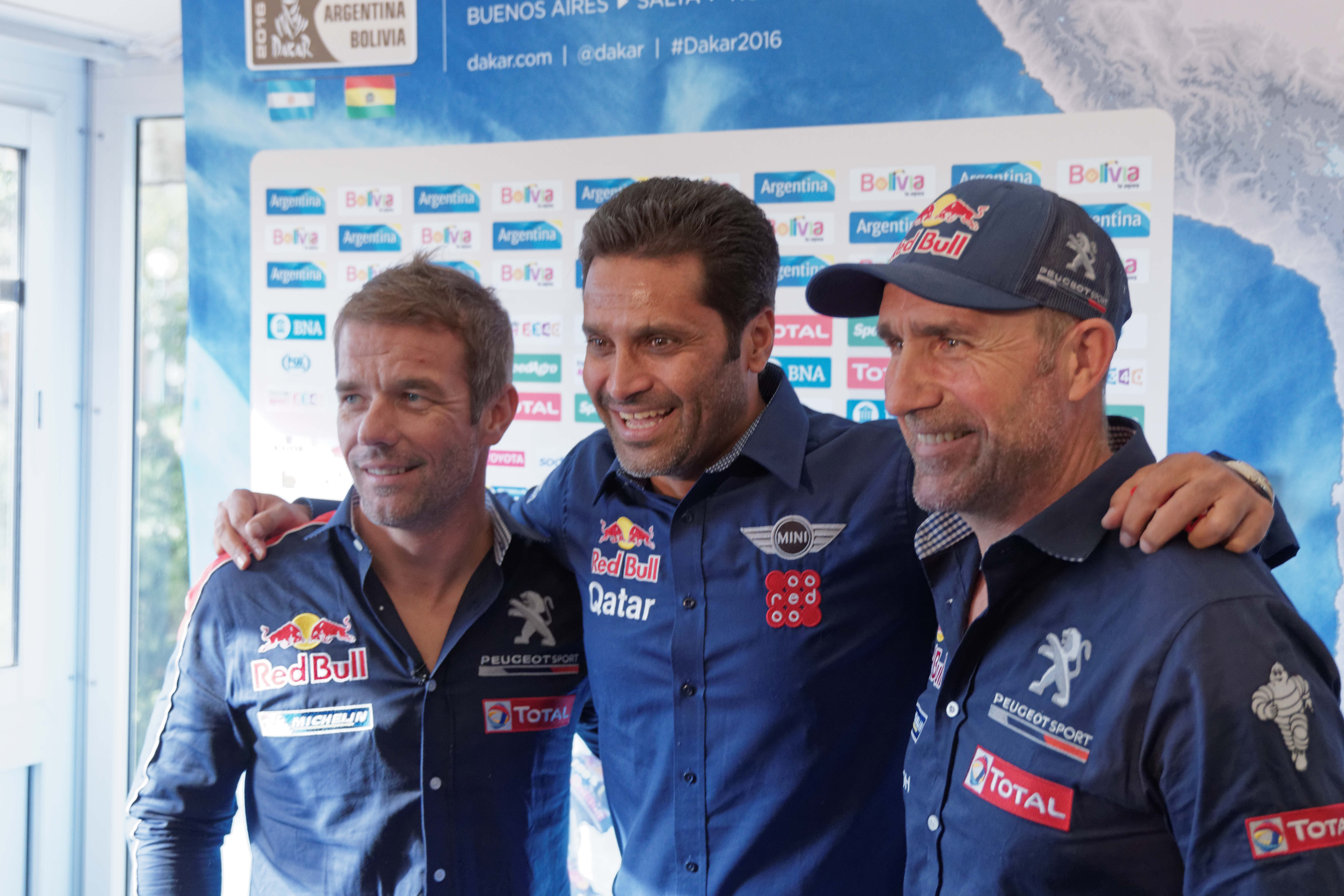
Loeb junto a Al-Attiyah y Peterhansel, en 2016.

Participó en el Rally Dakar de 2016 con un Peugeot 2008 DKR oficial, clasificando en la novena posición y ganando cuatro etapas. Su copiloto fue Daniel Elena.
Loeb participó en el Rally Dakar de 2017 a bordo de un Peugeot 3008 DKR oficial, y consiguió acabar segundo, a algo más de cinco minutos del primero. Ganó cinco etapas, y fue líder de la general al término de las etapas dos, tres, ocho y nueve, que fue cancelada. Su copiloto fue de nuevo Daniel Elena.
Loeb volvió a participar en el Rally Dakar de 2018 con el equipo oficial de Peugeot, a bordo de un Peugeot 3008 DKR Maxi. Sin embargo, este año se retiró al acabar la etapa cinco. En ella, su coche cayó a un médano, donde estuvo más de tres horas, y más tarde se confirmó su abandono puesto que su copiloto, Daniel Elena, había sufrido lesiones. Ganó la etapa 4.
Tras la retirada de Peugeot, Loeb volvió al Dakar 2019 con un Peugeot 3008 del año 2017 de la mano del equipo privado PH Sport, con Daniel Elena a la derecha. Ganaron cuatro etapas y finalizaron terceros en la clasificación final, a casi dos horas del líder.
En 2021, volvió de la mano de BRX. Ese año no logró finalizar la carrera, pero al año siguiente ganó dos etapas y finalizó segundo en la clasificación general, por detrás de Nasser Al-Attiyah. Entre 2022 y 2024, Loeb alcanzó siempre el podio final, pero nunca logró ganar. Además, obtuvo un gran número de victorias de etapa. Para 2025, se unió al nuevo equipo Dacia, pero se estrenó en el Dakar con un abandono.

### Rallycross
Luego de abandonar las pistas, Loeb se incorporó al equipo Peugeot-Hansen para disputar el Campeonato Mundial de Rallycross 2016 con un Peugeot 208 de la clase Supercars. Obtuvo una victoria en Letonia, dos segundos puestos, un tercero y dos quintos, de modo que se ubicó quinto en el campeonato de pilotos. 
En 2017 consiguió seis podios en doce carreras, consiguiendo el cuarto puesto en la clasificación final. En 2018 logró su segunda victoria en Bélgica y acumuló seis podios. Finalizó el campeonato en cuarta posición. Este fue su último año, ya que Peugeot abandonó en Campeonato Mundial de Rallycross al acabar la temporada de 2018. 

### Extreme E
En 2021, el francés fue compañero de Cristina Gutiérrez en el equipo Team X44, propiedad de Lewis Hamilton, en el nuevo campeonato de Extreme E. Loeb y Gutiérrez fueron subcampeones.

### Carreras en pista

#### Gran turismos
Loeb inició su primera temporada regular en circuitos como piloto-propietario en el Campeonato FIA GT 2013. Al volante de un McLaren MP4-12C, obtuvo cuatro victorias en 12 carreras junto a Álvaro Parente, ubicándose así sexto en el campeonato de pilotos de la clase Pro, y segundo en el campeonato de equipos. Por otra parte, llegó segundo en el Gran Premio de Macao de la Copa Porsche Carrera, y disputó las fechas de España y Mónaco de la Supercopa Porsche. En 2015, disputó la fecha de Spa-Francorchamps de la Supercopa Porsche.

#### Campeonato Mundial de Turismos

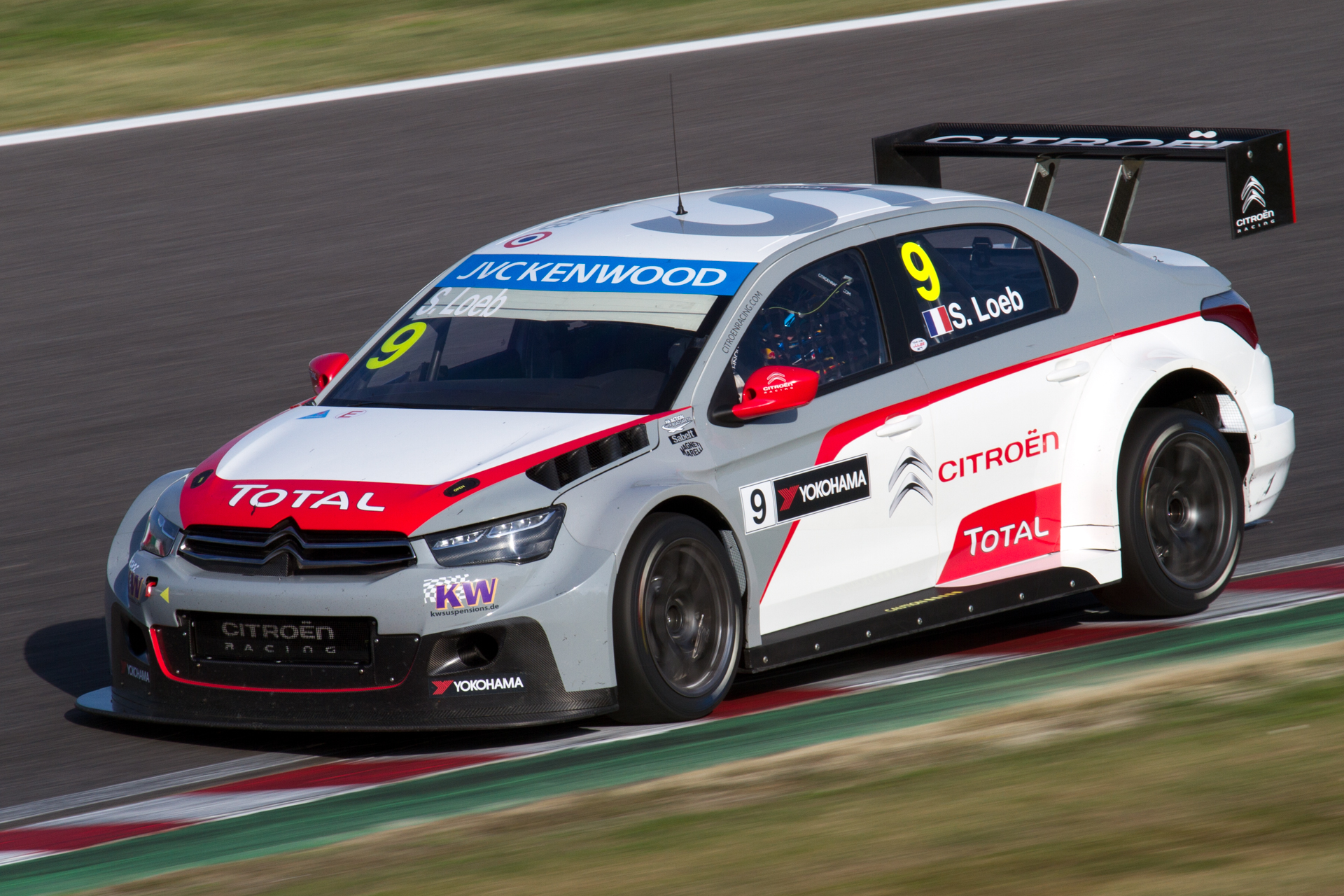
Loeb conduciendo el Citroën C-Elysée WTCC.

Loeb fichó con el equipo oficial de Citroën para disputar el Campeonato Mundial de Turismos de 2014 con un Citroën C-Elysée. Concluyó tercero en la tabla general de pilotos, por detrás de sus compañeros de equipo José María López e Yvan Muller, con un total de dos victorias y ocho podios en 23 carreras. En 2015 logró cuatro victorias y 12 podios en 24 carreras, por lo que repitió el tercer puesto de campeonato.

#### Fórmula 1
Loeb también ha participado en varias pruebas de Fórmula 1. Su primera experiencia fue en 2007 al volante del Renault R27 de Heikki Kovalainen, quien manejó el Citroën C4 WRC del francés en dicha prueba. Al año siguiente, Red Bull, quien patrocinaba a Citroën World Rally Team, recompensó a Loeb con un test con el Red Bull RB4 tras ganar el Campeonato Mundial de Rally. Probó el monoplaza por primera vez en Silverstone, y formó parte de las pruebas de invierno en el circuito de Barcelona-Cataluña, terminando octavo en la clasificación.
En 2009, el francés tuvo la oportunidad de reemplazar a su compatriota Sébastien Bourdais en la Scuderia Toro Rosso, pero al estar disputando el WRC, el equipo optó por el español Jaime Alguersuari. Sin embargo, una vez finalizada la temporada del campeonato de rally, estuvo previsto que debute en el Gran Premio de Abu Dabi de 2009, pero no fue posible al no poseer la superlicencia de la FIA.
También tuvo experiencia con el Dallara GP2/08 de la GP2 Series en las pruebas postemporada 2009 en el circuito de Jerez. Manejó el monoplaza de la escudería David Price Racing y terminó último en la prueba con un tiempo de 1:28.114.

### Otras competencias

#### X Games
En 2012 obtuvo la medalla de oro en la prueba de rallycross de los X Games, en Los Ángeles, Estados Unidos. Se impuso a una quincena de pilotos regulares del Campeonato Global de Rallycross, aunque no pudo enfrentarse a su antiguo rival en el WRC, Marcus Grönholm, quien se lesionó durante los entrenamientos.

#### Pikes Peak

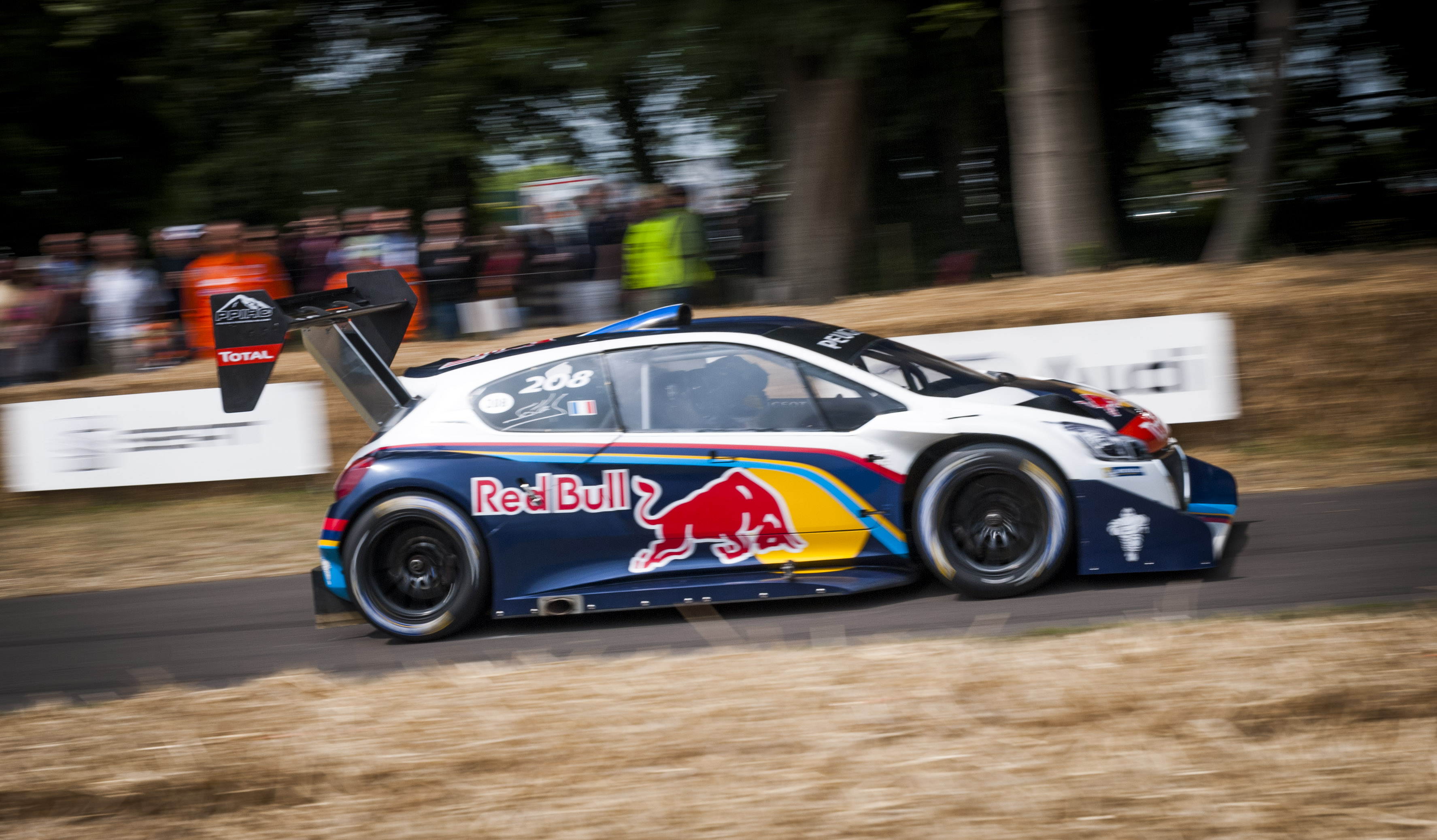
Peugeot 208 T16 con el que Loeb ganó la mítica Pikes Peak

En 2013, el 30 de junio, participó en la "Carrera a las nubes" de Pikes Peak, EE. UU., al mando de un Peugeot 208 T16 Pikes Peak preparado especialmente para el evento, con una relación potencia/peso de 1cv/kg en el regreso de la marca francesa a dicha competición, donde ganó e impuso un nuevo récord en el tiempo de recorrido con 8:13.878 minutos.

## Resumen de carrera
| Temporada | Categoría                                  | Equipo                      | Carreras | Victorias | Poles | VR  | Podios | Puntos | Pos. |
| --------- | ------------------------------------------ | --------------------------- | -------- | --------- | ----- | --- | ------ | ------ | ---- |
| 1999      | Campeonato Mundial de Rally                | Equipe de France FFSA       | 3        | 0         | 0     | 0   | 0      | 0      | NC   |
| 2000      | Campeonato Mundial de Rally                | Sébastien Loeb Racing       | 2        | 0         | 0     | 0   | 0      | 0      | NC   |
| 2000      | Campeonato Mundial de Rally                | Equipe de France FFSA       | 2        | 0         | 0     | 0   | 0      | 0      | NC   |
| 2001      | Campeonato Mundial de Rally                | Sébastien Loeb Racing       | 7        | 0         | 0     | 0   | 0      | 0      | 14.º |
| 2001      | Campeonato Mundial de Rally                | Automobiles Citroën         | 1        | 0         | 0     | 0   | 1      | 6      | 14.º |
| 2001      | Campeonato S1600                           | Sébastien Loeb Racing       | 5        | 5         | 0     | 0   | 5      | 50     | 1.º  |
| 2002      | Campeonato Mundial de Rally                | Automobiles Citroën         | 8        | 1         | 0     | 0   | 2      | 18     | 10.º |
| 2002      | Campeonato Mundial de Rally                | Piedrafita Sport            | 1        | 0         | 0     | 0   | 0      | 0      | 10.º |
| 2003      | Campeonato Mundial de Rally                | Citroën Total               | 14       | 3         | 0     | 0   | 7      | 71     | 2.º  |
| 2004      | Campeonato Mundial de Rally                | Citroën Total               | 16       | 6         | 0     | 0   | 12     | 118    | 1.º  |
| 2005      | Campeonato Mundial de Rally                | Citroën Total               | 16       | 10        | 0     | 0   | 13     | 127    | 1.º  |
| 2005      | 24 Horas de Le Mans - LMP1                 | Pescarolo Sport             | 1        | 0         | 0     | 0   | 0      | N/A    | NC   |
| 2006      | Campeonato Mundial de Rally                | Kronos Total Citroën WRT    | 12       | 8         | 0     | 0   | 12     | 112    | 1.º  |
| 2006      | 24 Horas de Le Mans - LMP1                 | Pescarolo Sport             | 1        | 0         | 0     | 0   | 1      | N/A    | 2.º  |
| 2007      | Campeonato Mundial de Rally                | Citroën Total WRT           | 16       | 8         | 0     | 0   | 13     | 116    | 1.º  |
| 2008      | Campeonato Mundial de Rally                | Citroën Total WRT           | 15       | 11        | 0     | 0   | 13     | 122    | 1.º  |
| 2009      | Campeonato Mundial de Rally                | Citroën Total WRT           | 12       | 7         | 0     | 0   | 9      | 93     | 1.º  |
| 2010      | Campeonato Mundial de Rally                | Citroën Total WRT           | 13       | 8         | 0     | 0   | 12     | 276    | 1.º  |
| 2011      | Campeonato Mundial de Rally                | Citroën Total WRT           | 13       | 5         | 0     | 0   | 9      | 222    | 1.º  |
| 2012      | Campeonato Mundial de Rally                | Citroën Total WRT           | 13       | 9         | 0     | 0   | 10     | 270    | 1.º  |
| 2012      | Global Rallycross Championship             | Hansen Motorsport           | 1        | 1         | 0     | 0   | 1      | 21     | 17.º |
| 2013      | FIA GT Series                              | Sébastien Loeb Racing       | 12       | 4         | 4     | 3   | 5      | 82     | 4.º  |
| 2013      | Porsche Supercup                           | Porsche AG                  | 2        | 0         | 0     | 0   | 0      | 0      | NC   |
| 2013      | Campeonato Mundial de Rally                | Citroën Total Abu Dhabi WRT | 4        | 2         | 0     | 0   | 3      | 68     | 8.º  |
| 2013      | Campeonato de Europa de Rallycross         | Hervé Lemonnier             | 1        | 0         | 0     | 0   | 0      | 11     | 27.º |
| 2014      | Campeonato Mundial de Turismos             | Citroën WTCC                | 23       | 2         | 0     | 2   | 8      | 295    | 3.º  |
| 2014-15   | Trofeo Andros - Clase Elite                | Saintéloc Racing            | 2        | 0         | 0     | 0   | 0      | N/A    | N/A  |
| 2015      | Campeonato Mundial de Turismos             | Citroën WTCC                | 24       | 4         | 1     | 5   | 12     | 365    | 3.º  |
| 2015      | Campeonato Mundial de Rally                | Citroën Total Abu Dhabi WRT | 1        | 0         | 0     | 0   | 0      | 6      | 18.º |
| 2015      | Porsche Supercup                           | Sébastien Loeb Racing       | 2        | 0         | 0     | 0   | 0      | 0      | NC   |
| 2016      | Campeonato Mundial de Rallycross de la FIA | Team Peugeot-Hansen         | 12       | 1         | 0     | 0   | 4      | 209    | 5.º  |
| 2016      | Rally Dakar - Coches                       | Peugeot                     | 1        | 0         | 0     | 0   | 0      | N/A    | 9.º  |
| 2017      | Campeonato Mundial de Rallycross de la FIA | Team Peugeot-Hansen         | 12       | 0         | 0     | 0   | 6      | 214    | 4.º  |
| 2017      | Rally Dakar - Coches                       | Peugeot                     | 1        | 0         | 0     | 0   | 1      | N/A    | 2.º  |
| 2018      | Campeonato Mundial de Rallycross de la FIA | Team Peugeot Total          | 12       | 1         | 0     | 0   | 7      | 229    | 4.º  |
| 2018      | Campeonato Mundial de Rally                | Citroën Total Abu Dhabi WRT | 3        | 1         | 0     | 0   | 1      | 43     | 13.º |
| 2018      | Rally Dakar - Coches                       | Peugeot                     | 1        | 0         | 0     | 0   | 0      | N/A    | DNF  |
| 2018-19   | Trofeo Andros - Clase Elite Pro            | Exagon Engineering          | 1        | 0         | 1     | 1   | 1      | N/A    | N/A  |
| 2019      | Campeonato Mundial de Rally                | Hyundai Shell Mobis WRT     | 6        | 0         | 0     | 0   | 1      | 51     | 11.º |
| 2019      | Rally Dakar - Coches                       | Peugeot                     | 1        | 0         | 0     | 0   | 1      | N/A    | 3.º  |
| 2019-20   | Trofeo Andros - Clase Elite Pro            | Sébastien Loeb Racing       | 3        | 0         | 1     | 1   | 2      | 163    | 13.º |
| 2020      | Campeonato Mundial de Rally                | Hyundai Shell Mobis WRT     | 2        | 0         | 0     | 0   | 1      | 24     | 10.º |
| 2020-21   | Trofeo Andros - Clase Elite Pro            | Sébastien Loeb Racing       | 3        | 0         | 0     | 1   | 0      | 111    | 15.º |
| 2021      | Extreme E                                  | Team X44                    | 5        | 1         | 5     | 0   | 2      | 121    | 2.º  |
| 2021      | Rally Dakar - Coches                       | BRX                         | 1        | 0         | N/A   | N/A | 0      | N/A    | DNF  |
| 2022      | Campeonato Mundial de Rally                | M Sport Ford WRT            | 4        | 1         | N/A   | N/A | 1      | 35     | 11.º |
| 2022      | Extreme E                                  | Team X44                    | 5        | 1         | 1     | 1   | 4      | 86     | 1.º  |
| 2022      | Campeonato Mundial de Rally-Raid           | BRX - Coches                | 4        | 1         | N/A   | N/A | 2      | 164    | 2.º  |
| 2022      | Rally Dakar - Coches                       | BRX - Coches                | 1        | 0         | N/A   | N/A | 1      | N/A    | 2.º  |
| 2022      | Deutsche Tourenwagen Masters               | AlphaTauri AF Corse         | 2        | 0         | 0     | 0   | 0      | 0      | 32.º |
| 2023      | Rally Dakar - Coches                       | BRX                         | 1        | 0         | N/A   | N/A | 1      | N/A    | 2.º  |
| Fuente:   |                                            |                             |          |           |       |     |        |        |      |

## Resultados

### Campeonato de Francia de Rally
| Año     | Equipo                | Vehículo              | 1     | 2       | 3     | 4     | 5       | 6     | 7       | 8     | 9      | 10      | Pos. | Puntos |
| ------- | --------------------- | --------------------- | ----- | ------- | ----- | ----- | ------- | ----- | ------- | ----- | ------ | ------- | ---- | ------ |
| 1997    | Sébastien Loeb        | Peugeot 106 Rallye    |       |         |       |       |         |       |         |       | CVN 19 |         | NC   | 0      |
| 1998    | Sébastien Loeb        | Citroën Saxo Kit Car  |       | ALS DSQ |       |       |         |       | TOU 8   |       |        |         | NC   | 0      |
| 1999    | Equipe de France FFSA | Citroën Saxo Kit Car  |       | FRA 19  |       |       |         |       |         |       |        | VAR Ret | 9.º  | 62     |
| 1999    | Sébastien Loeb        | Citroën Saxo Kit Car  |       |         | ALS 3 | LIM 8 | ROU 5   |       | TOU Ret |       |        |         | 9.º  | 62     |
| 2000    | Sébastien Loeb        | Renault Mégane Maxi   |       |         |       |       | ROU 4   | MBL 5 |         |       |        |         | 8.º  | 67     |
| 2000    | Equipe de France FFSA | Toyota Corolla WRC    |       |         |       |       |         |       | FRA 9   |       |        |         | 8.º  | 67     |
| 2000    | Automobiles Citroën   | Citroën Xsara Kit Car |       |         |       |       |         |       |         |       |        | VAR 1   | 8.º  | 67     |
| 2001    | Piedrafita Sport      | Citroën Xsara Kit Car | LYO 1 | LRE 1   | ALS 1 | LIM 1 | ROU Ret | MBL 1 | TOU Ret | AZU 1 |        |         | 1.º  | 180    |
| Fuente: |                       |                       |       |         |       |       |         |       |         |       |        |         |      |        |

### Campeonato Mundial de Rally
| Año      | Equipo                   | Vehículo              | 1      | 2       | 3       | 4       | 5       | 6       | 7       | 8     | 9       | 10     | 11      | 12      | 13      | 14      | 15      | 16      | Pos. | Puntos |
| -------- | ------------------------ | --------------------- | ------ | ------- | ------- | ------- | ------- | ------- | ------- | ----- | ------- | ------ | ------- | ------- | ------- | ------- | ------- | ------- | ---- | ------ |
| 1999     | Equipe de France FFSA    | Citroën Saxo Kit Car  | MON    | SWE     | KEN     | POR     | ESP Ret | FRA 19  | ARG     | GRE   | NZL     | FIN    | CHN     | ITA 21  | AUS     | GBR     |         |         | NC   | 0      |
| 2000     | Sébastien Loeb           | Citroën Saxo Kit Car  | MON    | SWE     | KEN     | POR     | ESP     | ARG     | GRE     | NZL   | FIN Ret | CYP    |         |         |         | GBR 38  |         |         | NC   | 0      |
| 2000     | Equipe de France FFSA    | Toyota Corolla WRC    |        |         |         |         |         |         |         |       |         |        | FRA 9   | ITA 10  | AUS     |         |         |         | NC   | 0      |
| 2001     | Sébastien Loeb           | Citroën Saxo Kit Car  | MON 15 | SWE Ret | POR     |         |         |         |         |       |         |        |         |         |         |         |         |         | 14.º | 6      |
| 2001     | Sébastien Loeb           | Citroën Saxo S1600    |        |         |         | ESP 15  | ARG     | CYP     | GRE 19  | KEN   | FIN 28  | NZL    |         | FRA 13  | AUS     | GBR 15  |         |         | 14.º | 6      |
| 2001     | Automobiles Citroën      | Citroën Xsara WRC     |        |         |         |         |         |         |         |       |         |        | ITA 2   |         |         |         |         |         | 14.º | 6      |
| 2002     | Automobiles Citroën      | Citroën Xsara WRC     | MON 2  | SWE 17  | FRA     | ESP Ret | CYP     | ARG     | GRE 7   | KEN 5 | FIN 10  | GER 1  | ITA     | NZL     |         | GBR Ret |         |         | 10.º | 18     |
| 2002     | Piedrafita Sport         | Citroën Xsara WRC     |        |         |         |         |         |         |         |       |         |        |         |         | AUS 7   |         |         |         | 10.º | 18     |
| 2003     | Citroën Total            | Citroën Xsara WRC     | MON 1  | SWE 7   | TUR Ret | NZL 4   | ARG Ret | GRE Ret | CYP 3   | GER 1 | FIN 5   | AUS 2  | ITA 1   | FRA 13  | ESP 2   | GBR 2   |         |         | 2.º  | 71     |
| 2004     | Citroën Total            | Citroën Xsara WRC     | MON 1  | SWE 1   | MEX Ret | NZL 4   | CYP 1   | GRE 2   | TUR 1   | ARG 2 | FIN 4   | GER 1  | JPN 2   | GBR 2   | ITA 2   | FRA 2   | ESP Ret | AUS 1   | 1.º  | 118    |
| 2005     | Citroën Total            | Citroën Xsara WRC     | MON 1  | SWE Ret | MEX 4   | NZL 1   | ITA 1   | CYP 1   | TUR 1   | GRE 1 | ARG 1   | FIN 2  | GER 1   | GBR 3   | JPN 2   | FRA 1   | ESP 1   | AUS Ret | 1.º  | 127    |
| 2006     | Kronos Total Citroën WRT | Citroën Xsara WRC     | MON 2  | SWE 2   | MEX 1   | ESP 1   | FRA 1   | ARG 1   | ITA 1   | GRE 2 | GER 1   | FIN 2  | JPN 1   | CYP 1   | TUR     | AUS     | NZL     | GBR     | 1.º  | 112    |
| 2007     | Citroën Total WRT        | Citroën C4 WRC        | MON 1  | SWE 2   | NOR 14  | MEX 1   | POR 1   | ARG 1   | ITA Ret | GRE 2 | FIN 3   | GER 1  | NZL 2   | ESP 1   | FRA 1   | JPN Ret | IRE 1   | GBR 3   | 1.º  | 116    |
| 2008     | Citroën Total WRT        | Citroën C4 WRC        | MON 1  | SWE Ret | MEX 1   | ARG 1   | JOR 10  | ITA 1   | GRE 1   | TUR 3 | FIN 1   | GER 1  | NZL 1   | ESP 1   | FRA 1   | JPN 3   | GBR 1   |         | 1.º  | 122    |
| 2009     | Citroën Total WRT        | Citroën C4 WRC        | IRE 1  | NOR 1   | CYP 1   | POR 1   | ARG 1   | ITA 4   | GRE Ret | POL 7 | FIN 2   | AUS 2  | ESP 1   | GBR 1   |         |         |         |         | 1.º  | 93     |
| 2010     | Citroën Total WRT        | Citroën C4 WRC        | SWE 2  | MEX 1   | JOR 1   | TUR 1   | NZL 3   | POR 2   | BUL 1   | FIN 3 | GER 1   | JPN 5  | FRA 1   | ESP 1   | GBR 1   |         |         |         | 1.º  | 276    |
| 2011     | Citroën Total WRT        | Citroën DS3 WRC       | SWE 6  | MEX 1   | POR 2   | JOR 3   | ITA 1   | ARG 1   | GRE 2   | FIN 1 | DEU 2   | AUS 10 | FRA Ret | ESP 1   | GBR Ret |         |         |         | 1.º  | 222    |
| 2012     | Citroën World Rally Team | Citroën DS3 WRC       | MON 1  | SWE 6   | MEX 1   | POR Ret | ARG 1   | GRE 1   | NZL 1   | FIN 1 | DEU 1   | GBR 2  | FRA 1   | ITA Ret | ESP 1   |         |         |         | 1.º  | 259    |
| 2013     | Citroën World Rally Team | Citroën DS3 WRC       | MON 1  | SWE 2   | MEX     | POR     | ARG 1   | GRE     | ITA     | FIN   | DEU     | AUS    | FRA Ret | ESP     | GBR     |         |         |         | 8.º  | 68     |
| 2015     | Citroën World Rally Team | Citroën DS3 WRC       | MON 8  | SWE     | MEX     | ARG     | POR     | ITA     | POL     | FIN   | DEU     | AUS    | FRA     | ESP     | GBR     |         |         |         | 18.º | 6      |
| 2018     | Citroën World Rally Team | Citroën C3 WRC        | MON    | SWE     | MEX 5   | FRA 14  | ARG     | POR     | ITA     | FIN   | GER     | TUR    | GBR     | ESP 1   | AUS     |         |         |         | 13.º | 43     |
| 2019     | Hyundai Shell Mobis WRT  | Hyundai i20 Coupe WRC | MON 4  | SWE 7   | MEX     | FRA 8   | ARG     | CHL 3   | POR Ret | ITA   | FIN     | GER    | TUR     | GBR     | ESP 4   | AUS C   |         |         | 11.º | 51     |
| 2020     | Hyundai Shell Mobis WRT  | Hyundai i20 Coupe WRC | MON 6  | SWE     | MEX     | EST     | TUR 3   | ITA     | MNZ     |       |         |        |         |         |         |         |         |         | 10.º | 24     |
| 2022     | M-Sport Ford WRT         | Ford Puma Rally1      | MON 1  | SWE     | CRO     | POR Ret | ITA     | SAF     | EST     | FIN   | BEL     | GRE    | NZL     | ESP     | JPN     |         |         |         | 7.º* | 27*    |
| Fuentes: |                          |                       |        |         |         |         |         |         |         |       |         |        |         |         |         |         |         |         |      |        |

- * Temporada en progreso.

### JWRC
| Año  | Equipo         | Automóvil            | 1     | 2     | 3     | 4   | 5     | 6     | Pos. | Puntos |
| ---- | -------------- | -------------------- | ----- | ----- | ----- | --- | ----- | ----- | ---- | ------ |
| 2001 | Sébastien Loeb | Citroën Saxo Kit Car | ESP 1 | GRE 1 |       |     |       |       | 1.º  | 50     |
| 2001 | Sébastien Loeb | Citroën Saxo S1600   |       |       | FIN 1 | ITA | FRA 1 | GBR 1 | 1.º  | 50     |

### 24 Horas de Le Mans
| Año     | Equipo          | Copilotos                   | Automóvil          | Clase | Vueltas | Pos. | Pos. Clase |
| ------- | --------------- | --------------------------- | ------------------ | ----- | ------- | ---- | ---------- |
| 2005    | Pescarolo Sport | Soheil Ayari Éric Hélary    | Pescarolo C60-Judd | LMP1  | 288     | Ret. | Ret.       |
| 2006    | Pescarolo Sport | Franck Montagny Éric Hélary | Pescarolo C60-Judd | LMP1  | 376     | 2.º  | 2.º        |
| Fuente: |                 |                             |                    |       |         |      |            |

### FIA GT Series
(Clave) (negrita indica pole position) (cursiva indica vuelta rápida)

| Año     | Equipo                | Automóvil           | Clase | 1        | 2         | 3         | 4         | 5          | 6         | 7        | 8          | 9        | 10       | 11        | 12       | Pos. | Puntos |
| ------- | --------------------- | ------------------- | ----- | -------- | --------- | --------- | --------- | ---------- | --------- | -------- | ---------- | -------- | -------- | --------- | -------- | ---- | ------ |
| 2013    | Sébastien Loeb Racing | McLaren MP4-12C GT3 | Pro   | NOG QR 1 | NOG CR 12 | ZOL QR 17 | ZOL CR 13 | ZAN QR Ret | ZAN CR 14 | SVK QR 1 | SVK CR Ret | NAV QR 1 | NAV CR 1 | BAK QR 14 | BAK CR 2 | 4.º  | 82     |
| Fuente: |                       |                     |       |          |           |           |           |            |           |          |            |          |          |           |          |      |        |

### Porsche Supercup
(Clave) (negrita indica pole position) (cursiva indica vuelta rápida)

| Año     | Equipo                | 1      | 2      | 3   | 4   | 5   | 6      | 7       | 8   | 9   | 10  | 11  | Pos. | Puntos |
| ------- | --------------------- | ------ | ------ | --- | --- | --- | ------ | ------- | --- | --- | --- | --- | ---- | ------ |
| 2013    | Porsche AG            | ESP 11 | MON 16 | GBR | GER | HUN | BEL    | ITA     | UAE | UAE |     |     | NC†  | 0      |
| 2015    | Sébastien Loeb Racing | ESP    | MON    | AUT | GBR | HUN | BEL 13 | BEL Ret | ITA | ITA | USA | USA | NC†  | 0      |
| Fuente: |                       |        |        |     |     |     |        |         |     |     |     |     |      |        |

- † Loeb fue piloto invitado, por lo tanto no fue apto para sumar puntos.

### Campeonato Mundial de Turismos
(Clave) (negrita indica pole position) (cursiva indica vuelta rápida)

| Año     | Equipo             | Automóvil             | 1       | 2       | 3       | 4       | 5       | 6       | 7       | 8       | 9       | 10      | 11      | 12      | 13      | 14        | 15      | 16        | 17      | 18      | 19      | 20       | 21      | 22      | 23      | 24      | Pos. | Puntos |
| ------- | ------------------ | --------------------- | ------- | ------- | ------- | ------- | ------- | ------- | ------- | ------- | ------- | ------- | ------- | ------- | ------- | --------- | ------- | --------- | ------- | ------- | ------- | -------- | ------- | ------- | ------- | ------- | ---- | ------ |
| 2014    | Citroën Total WTCC | Citroën C-Elysée WTCC | MAR 1 2 | MAR 2 1 | FRA 1 2 | FRA 2 6 | HUN 1 7 | HUN 2 9 | SVK 1   | SVK 2 C | AUT 1 4 | AUT 2 7 | RUS 1 3 | RUS 2 5 | BEL 1 3 | BEL 2 5   | ARG 1 4 | ARG 2 6   | BEI 1 5 | BEI 2 3 | CHN 1 4 | CHN 2 12 | JPN 1 3 | JPN 2 7 | MAC 1 6 | MAC 2 6 | 3.º  | 295    |
| 2015    | Citroën Total WTCC | Citroën C-Elysée WTCC | ARG 1 3 | ARG 2 1 | MAR 1 3 | MAR 2   | HUN 1 6 | HUN 2 5 | GER 1 2 | GER 2 5 | RUS 1 9 | RUS 2 7 | SVK 1 3 | SVK 2 1 | FRA 1   | FRA 2 Ret | POR 1 2 | POR 2 15† | JPN 1 6 | JPN 2 4 | CHN 1 3 | CHN 2 4  | THA 1 2 | THA 2 1 | QAT 1 4 | QAT 2 4 | 3.º  | 356    |
| Fuente: |                    |                       |         |         |         |         |         |         |         |         |         |         |         |         |         |           |         |           |         |         |         |          |         |         |         |         |      |        |

### Campeonato Global de Rallycross
| Año  | Equipo            | Vehículo    | 1   | 2   | 3    | 4  | 5   | 6   | Pos. | Puntos |
| ---- | ----------------- | ----------- | --- | --- | ---- | -- | --- | --- | ---- | ------ |
| 2012 | Hansen Motorsport | Citroën DS3 | CHA | TEX | LA 1 | NH | LVS | LVC | 17.º | 21     |

### Campeonato de Europa de Rallycross
| Año  | Equipo          | Vehículo    | 1   | 2   | 3   | 4   | 5   | 6   | 7        | 8   | 9   | Pos. | Puntos |
| ---- | --------------- | ----------- | --- | --- | --- | --- | --- | --- | -------- | --- | --- | ---- | ------ |
| 2013 | Hervé Lemonnier | Citroën DS3 | GBR | POR | HUN | FIN | NOR | SWE | FRA 98+3 | AUT | GER | 27.º | 11     |

### Campeonato Mundial de Rallycross de la FIA
| Año     | Equipo              | Vehículo        | 1      | 2      | 3     | 4      | 5     | 6     | 7     | 8     | 9     | 10    | 11      | 12     | Pos. | Puntos |
| ------- | ------------------- | --------------- | ------ | ------ | ----- | ------ | ----- | ----- | ----- | ----- | ----- | ----- | ------- | ------ | ---- | ------ |
| 2016    | Team Peugeot-Hansen | Peugeot 208 WRX | POR 5  | HOC 10 | BEL 2 | GBR 10 | NOR 5 | SWE 2 | CAN 9 | FRA 3 | BAR 8 | LAT 1 | GER«» 9 | ARG 8  | 5.º  | 209    |
| 2017    | Team Peugeot-Hansen | Peugeot 208 WRX | BAR 14 | PRT 2  | HOC 5 | BEL 7  | GBR 4 | NOR 3 | SWE 3 | CAN 3 | FRA 2 | LAT 3 | GER 11  | RSA 10 | 4.º  | 214    |
| 2018    | Team Peugeot Total  | Peugeot 208 WRX | BAR 2  | POR 2  | BEL 1 | GBR 3  | NOR 8 | SWE 9 | CAN 3 | FRA 6 | LAT 3 | USA 4 | GER 8   | RSA 3  | 4.º  | 229    |
| Fuente: |                     |                 |        |        |       |        |       |       |       |       |       |       |         |        |      |        |

### Rally Dakar
| Año     | Clase  | Vehículo | Posición | Victorias de etapa |
| ------- | ------ | -------- | -------- | ------------------ |
| 2016    | Coches | Peugeot  | 9.º      | 4                  |
| 2017    | Coches | Peugeot  | 2.º      | 5                  |
| 2018    | Coches | Peugeot  | Ret.     | 1                  |
| 2019    | Coches | Peugeot  | 3.º      | 4                  |
| 2021    | Coches | Prodrive | Ret.     | -                  |
| 2022    | Coches | Prodrive | 2.º      | 2                  |
| 2023    | Coches | Prodrive | 2.º      | 7                  |
| 2024    | Coches | Prodrive | 3.º      | 5                  |
| 2025    | Coches | Dacia    | DSQ      | -                  |
| Fuente: |        |          |          |                    |

### Extreme E
| Año     | Equipo   | Vehículo         | 1       | 2       | 3       | 4       | 5       | 6       | 7       | 8       | 9       | 10      | Pos. | Puntos |
| ------- | -------- | ---------------- | ------- | ------- | ------- | ------- | ------- | ------- | ------- | ------- | ------- | ------- | ---- | ------ |
| 2021    | Team X44 | Spark Odyssey 21 | DES Q 1 | DES R 3 | OCE Q 1 | OCE R 4 | ARC Q 1 | ARC R 4 | ISL Q 1 | ISL R 5 | JUR Q 1 | JUR R 1 | 2.º  | 121    |
| Fuente: |          |                  |         |         |         |         |         |         |         |         |         |         |      |        |

### Deutsche Tourenwagen Masters
(Clave) (negrita indica pole position) (cursiva indica vuelta rápida)

| Año     | Equipo              | Automóvil                | 1        | 2        | 3     | 4     | 5     | 6     | 7     | 8     | 9     | 10    | 11    | 12    | 13    | 14    | 15    | 16    | Pos. | Puntos |
| ------- | ------------------- | ------------------------ | -------- | -------- | ----- | ----- | ----- | ----- | ----- | ----- | ----- | ----- | ----- | ----- | ----- | ----- | ----- | ----- | ---- | ------ |
| 2022    | AlphaTauri AF Corse | Ferrari 488 GT3 Evo 2020 | ALG 1 16 | ALG 2 18 | LAU 1 | LAU 2 | IMO 1 | IMO 2 | NOR 1 | NOR 2 | NÜR 1 | NÜR 2 | SPA 1 | SPA 2 | RBR 1 | RBR 2 | HOC 1 | HOC 2 | 32.º | 0      |
| Fuente: |                     |                          |          |          |       |       |       |       |       |       |       |       |       |       |       |       |       |       |      |        |